# Église Saint-Pierre de Chartres
Pour les articles homonymes, voir Église Saint-Pierre.
L'église Saint-Pierre est une église de Chartres (Eure-et-Loir), classée monument historique depuis 1840. Avant la Révolution, c'était l'église de l'abbaye Saint-Père-en-Vallée (Père signifiant ici Pierre) dont les vestiges remontent au VIIe siècle. L'église est devenue paroissiale en 1803.

## Histoire

### L'église abbatiale Saint-Père-en-Vallée

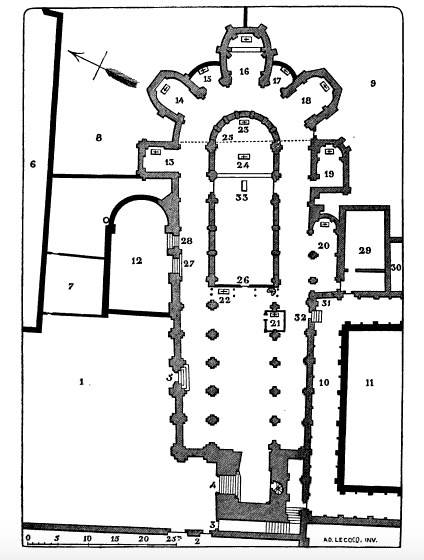
Plan de l’église abbatiale Saint-Père-en-Vallée et de ses abords, en 1700 par M. Lecocq.

On doit probablement à la reine Bathilde, au VIIe siècle, non la fondation de l'abbaye Saint-Père, plus ancienne, mais un accroissement de ses revenus. L'abbaye est réservée aux moines bénédictins de sa fondation à la révolution française. Détruite par les Normands en 858 et à nouveau en 911, l'abbaye fut entièrement reconstruite vers 930 par l'évêque de Chartres Aganon, qui y fut inhumé.
Les incendies de 1077 et 1134 la détruisirent presque totalement, à l'exception de la tour ouest, bâtie comme un donjon. Les dégâts furent si importants que l'abbé Foucher décida de reconstruire entièrement l'église en conservant la tour épargnée par les incendies.
Fort opportunément la découverte, en 1165, du tombeau de saint Gilduin, mort en 1077 au cours d'un pèlerinage à l'abbaye de Saint-Père et inhumé dans le chœur l'église abbatiale, fit affluer pèlerins et dons, qui permirent de poursuivre les travaux du chœur, dont les vitraux furent posés vers 1190. Le reste de la reconstruction se déroula au cours du XIIIe siècle dans des conditions financières moins favorables. Ainsi renonça-t-on à démolir la tour primitive. L'édifice fut achevé autour des années 1320.
Les bâtiments de l'abbaye évoluèrent en fonction des modes et des vicissitudes de l'Histoire. La galerie nord du cloître fut reconstruite au XIIIe siècle, le cloître en entier en 1408, le dortoir (qui disparut dans l'incendie de 1584) fut rebâti et terminé en 1609, tous les bâtiments furent rénovés entre 1700 et 1709.
La Révolution fit disparaître le cloître et utilisa l'église, vidée d'une grande partie de son mobilier, comme fabrique de salpêtre. Les bâtiments restants furent affectés à une caserne de cavalerie (caserne Rapp), avant d'être attribués au lycée Marceau, au muséum et à un hôpital militaire.

### L'église paroissiale Saint-Pierre de Chartres

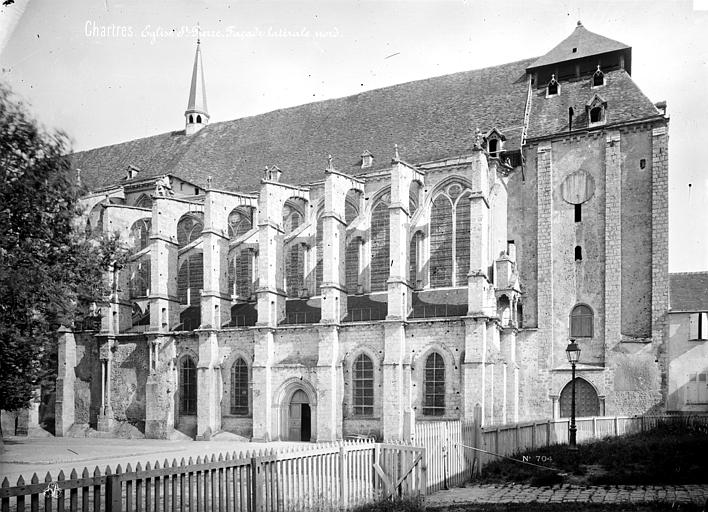
Façade nord de l'église Saint-Pierre par Mieusement (1840-1905).

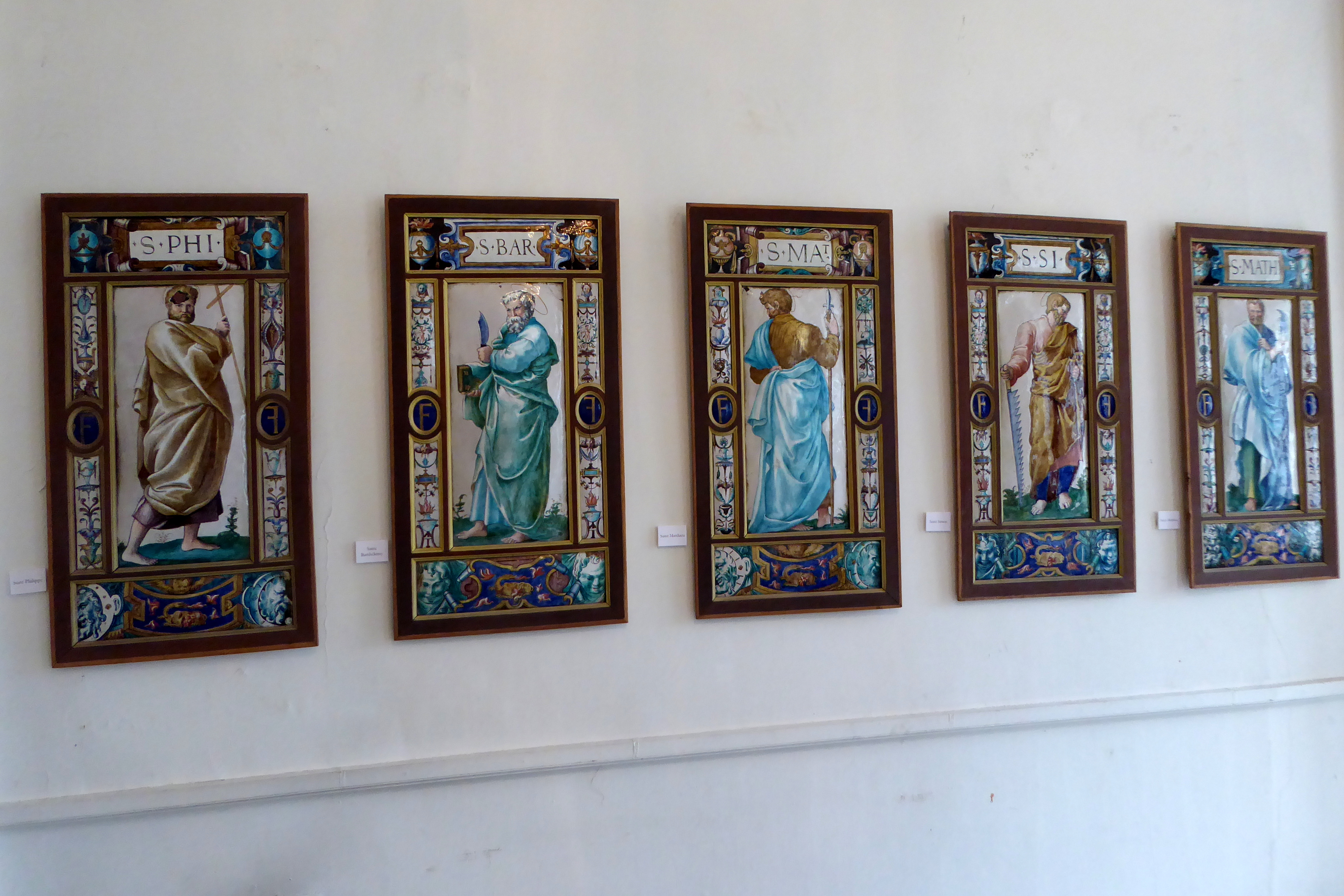
Cinq des panneaux émaillés des apôtres (1547) qui ornaient la chapelle de la Vierge de Saint-Pierre de Chartres, aujourd'hui au musée des Beaux-Arts de Chartres.

En 1803, au moment du rétablissement du culte en France, une paroisse est constituée. L'église prend alors le vocable de Saint-Pierre.
Lorsque le décor de la chapelle axiale, chapelle Notre-Dame ou de la Vierge, fut renouvelé dans la deuxième moitié du XIXe siècle, elle comprenait respectivement deux vitraux de part et d'autre de la fenêtre centrale et les douze précieuses plaques des apôtres, peints en émail, commandées en 1545 par François Ier pour la chapelle Saint-Saturnin du château de Fontainebleau et exécutées en 1547 à Limoges par Léonard Limosin, émailleur du roi, d'après des cartons en couleur de Michel Rochetel.
Ces plaques avaient été données par Henri II à Diane de Poitiers pour la chapelle du château d'Anet où elles restèrent jusqu'à la Révolution. Elles se trouvaient dans la chapelle axiale de Saint-Pierre depuis 1802.
Ces œuvres font aujourd'hui partie de la collection permanente du musée des Beaux-Arts de Chartres.

## Aujourd'hui
La chapelle axiale de l'église présente une statue de la vierge réalisée par Charles Antoine Bridan au XVIIIe siècle.
L'église accueille régulièrement des concerts à l'occasion du Festival d'orgues.

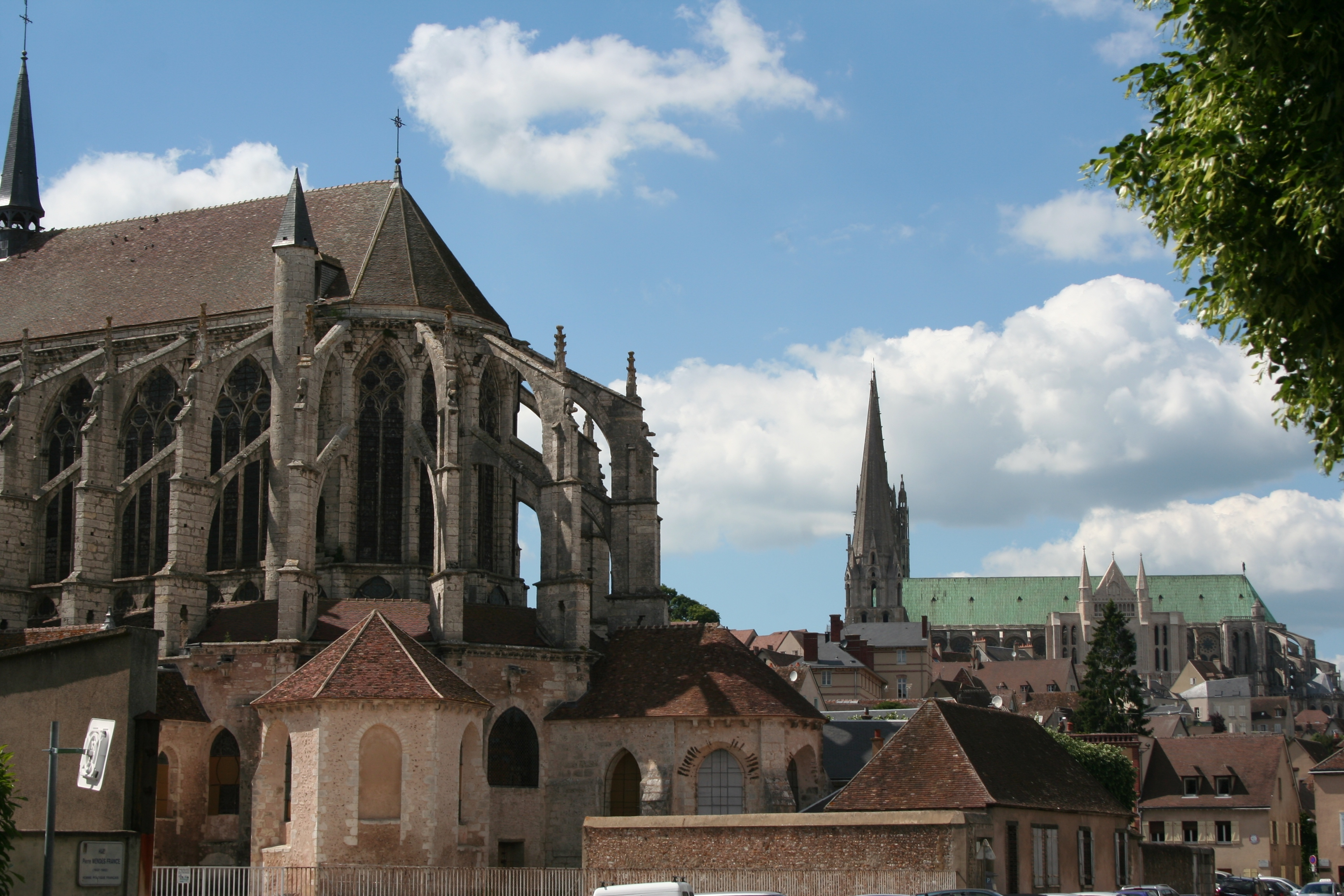
Chevet, depuis la rue de l'Âne-Rez. En arrière-plan, la cathédrale Notre-Dame.
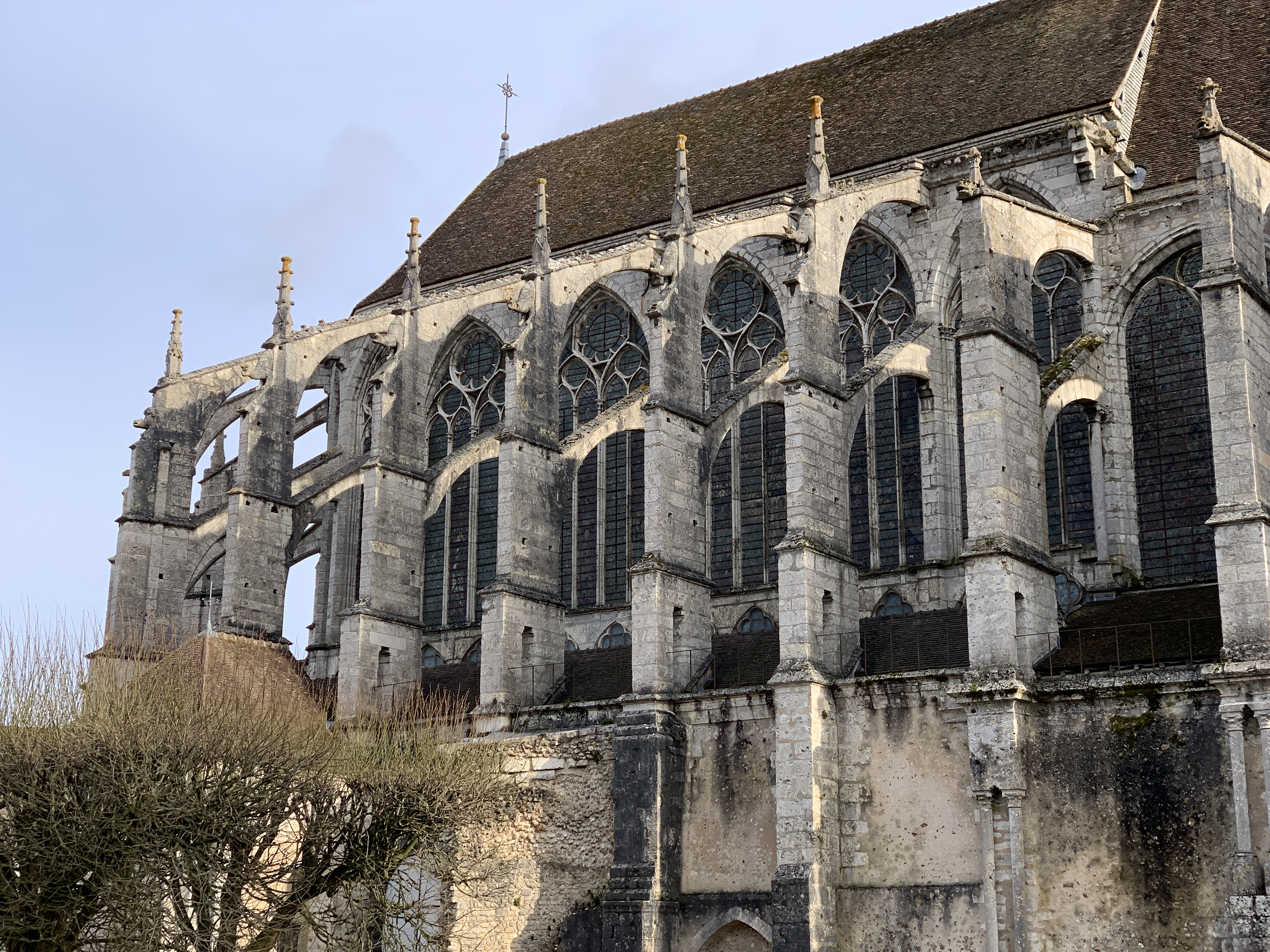
Arcs-boutants.
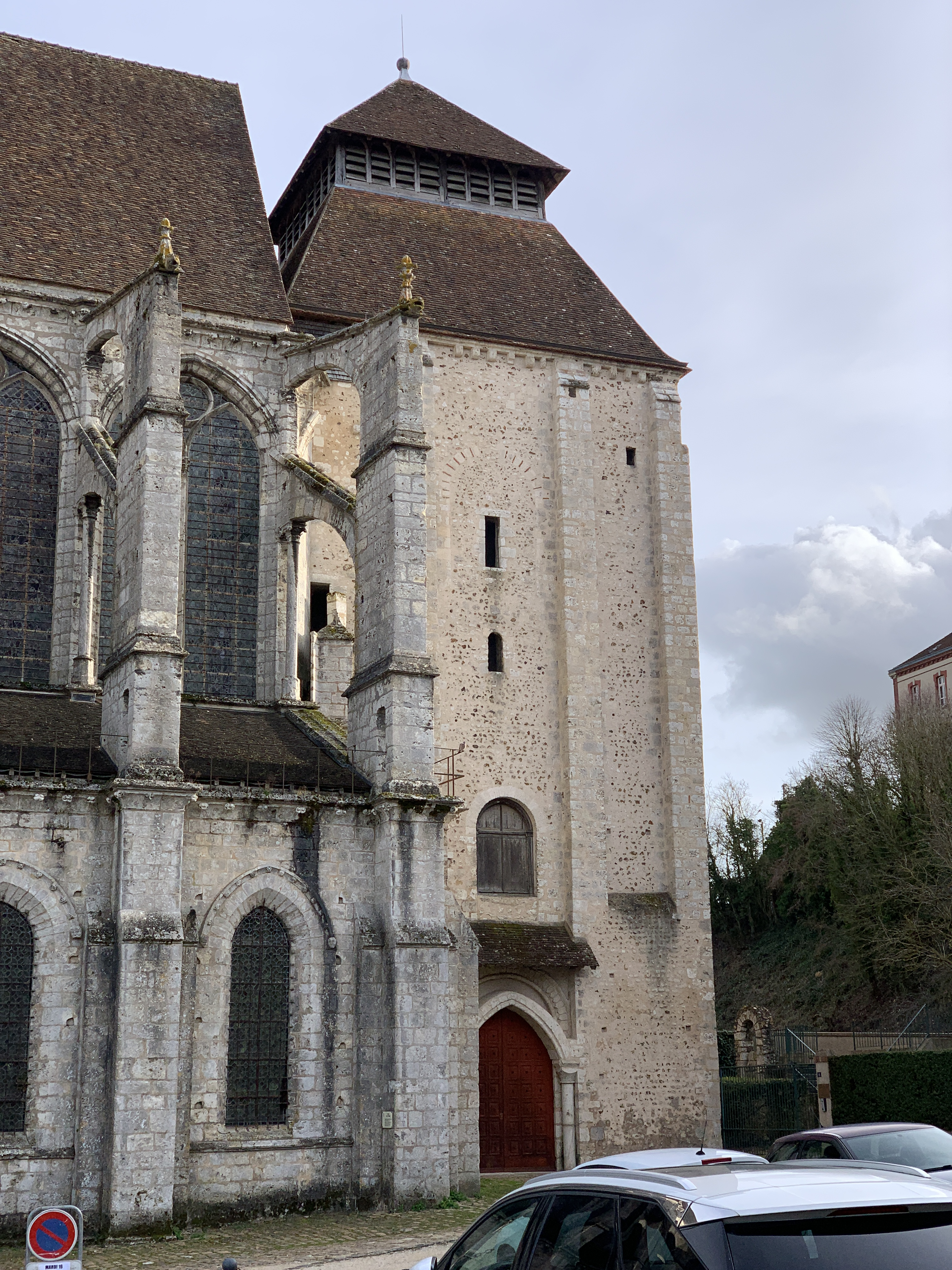
Tour de l'église.
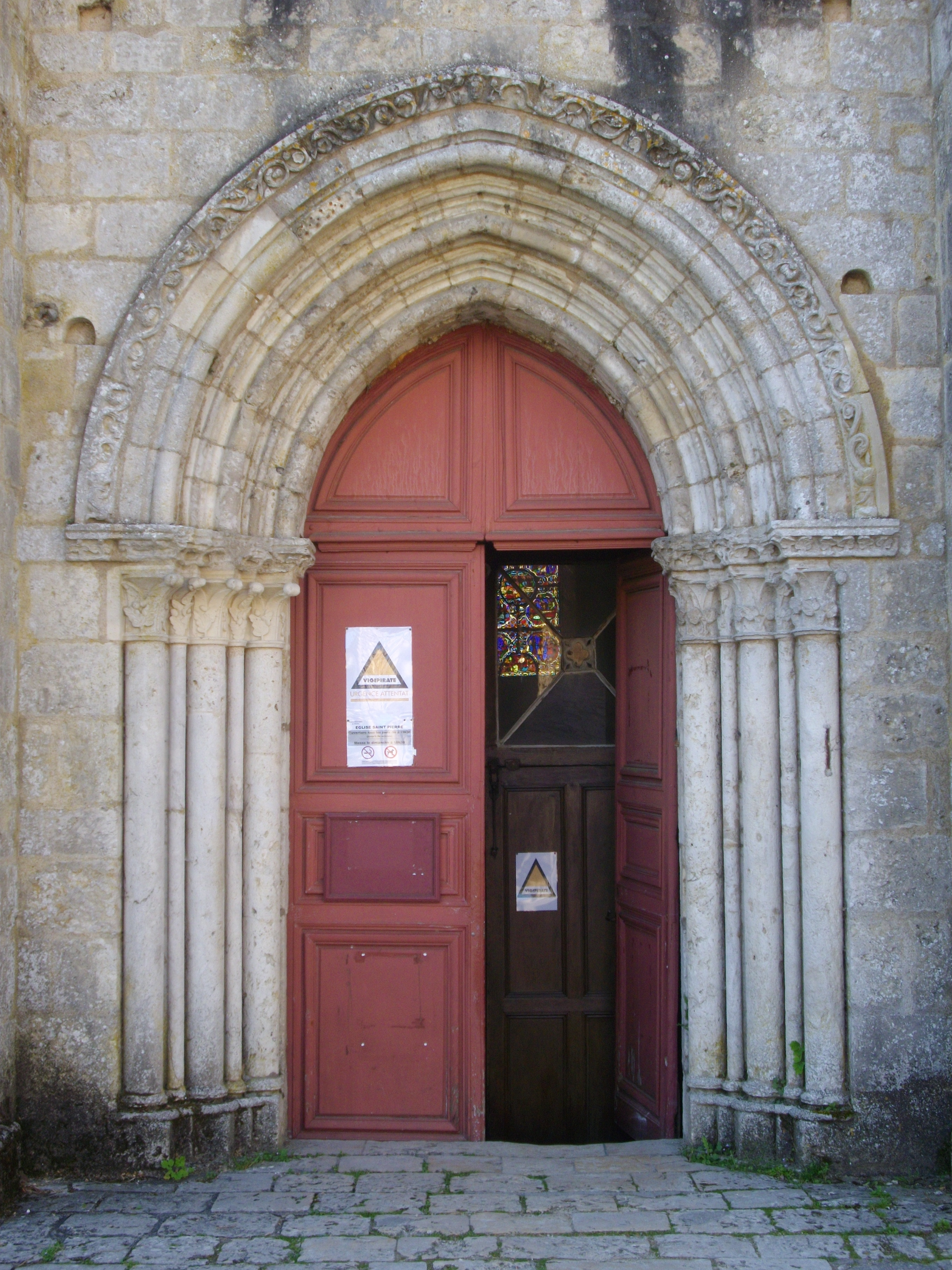
Portail d'entrée en façade nord.
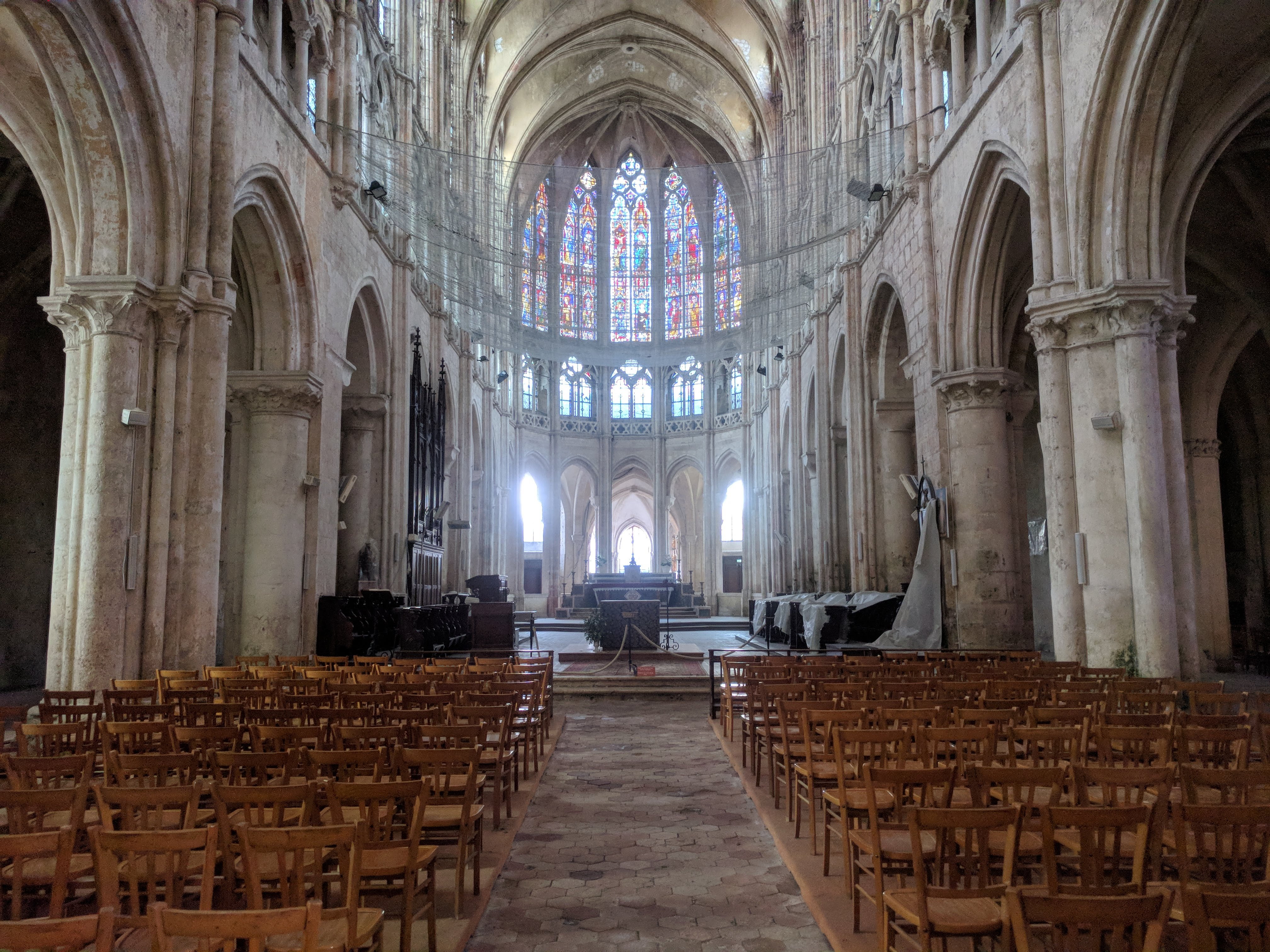
Vue de la nef.
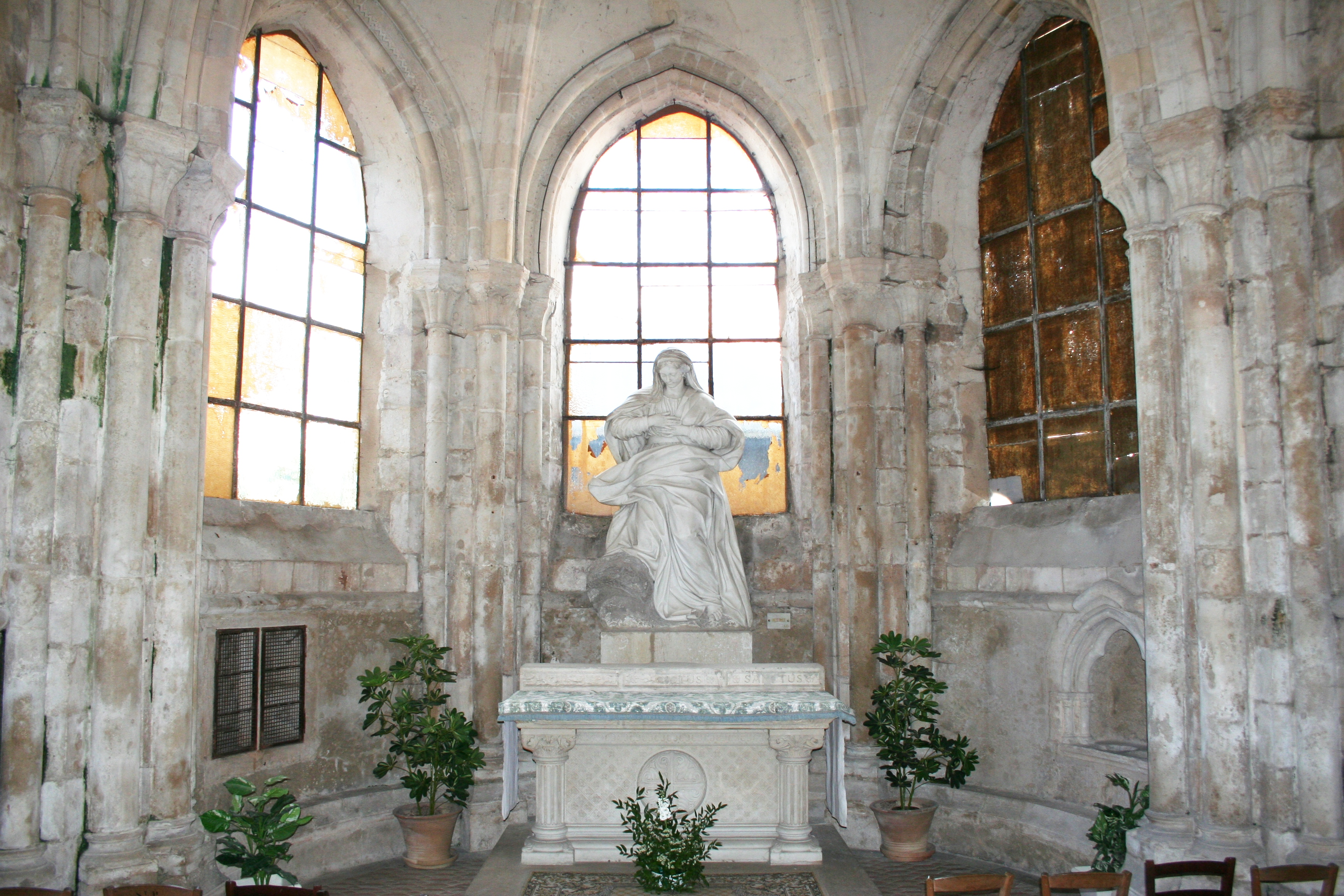
Chapelle axiale, sculpture de la Vierge par Charles Antoine Bridan

Les bâtiments de l'abbaye situés au sud de l'église, rebâtis au XVIIIe siècle, font actuellement partie du lycée Marceau.

## Mobilier

### Vitraux
L'église Saint-Pierre comporte quarante-six vitraux classés monuments historiques au titre d'objet :
- l'ensemble des vingt-huit fenêtres hautes, composé des sous-ensembles suivants[5] :
  - six vitraux de l'hémicycle du chœur[b], verrières datées vers 1295, 1300, 1305 (no 200 à 205)[6] ;
  - vingt-deux baies restantes, dix dans la partie rectiligne du chœur et douze dans la nef ; les verrières sont datées du XIIIe siècle et 1er quart du XIVe siècle, restaurées aux XIXe et XXe siècles (no 207 à 228)[7],[8] ;
    - les baies 219, 223 et 227 présentent une singularité intéressante : les deux lancettes sont censées représenter chacune deux apôtres différents, chacun doté de ses attributs et de la couleur de ses habits. Il est cependant patent que les traits des apôtres sont les mêmes en haut et en bas et que le même patron (modèle) est utilisé pour les visages de douze apôtres différents[9],[10].

- l'ensemble des dix-sept baies du triforium, verrières datées 1260, 1270 et 1300, restaurées au XXe siècle (no 100 à 116)[11],[12] ;

- la verrière gauche de la chapelle de Saint-Jean (à droite de la chapelle de la Vierge), remploi au XXe siècle de deux écus armoriés du XVIe siècle (no 008)[13].

Vitraux monuments historiques
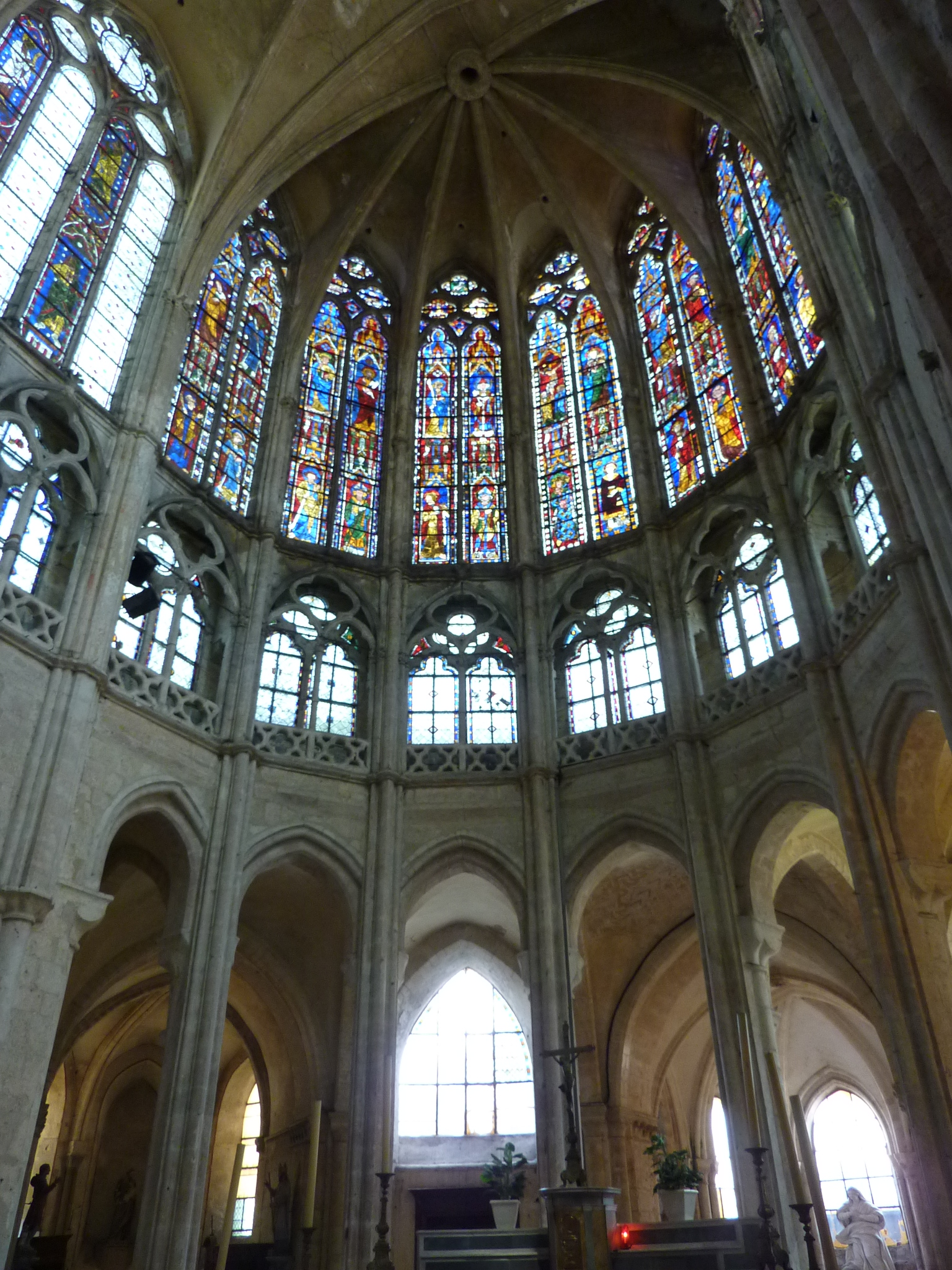
Haut chœur et triforium.
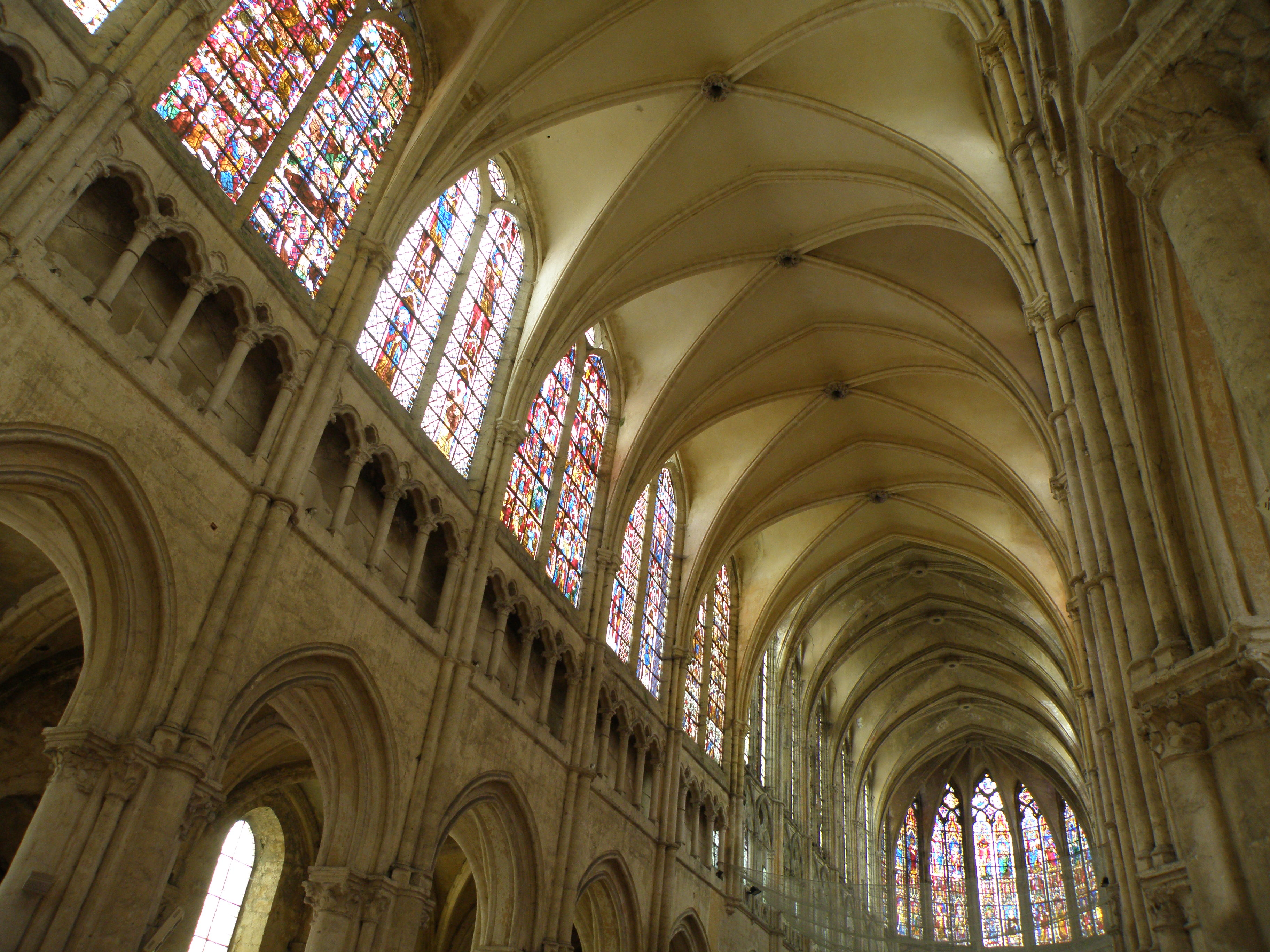
Claire-voie nord.
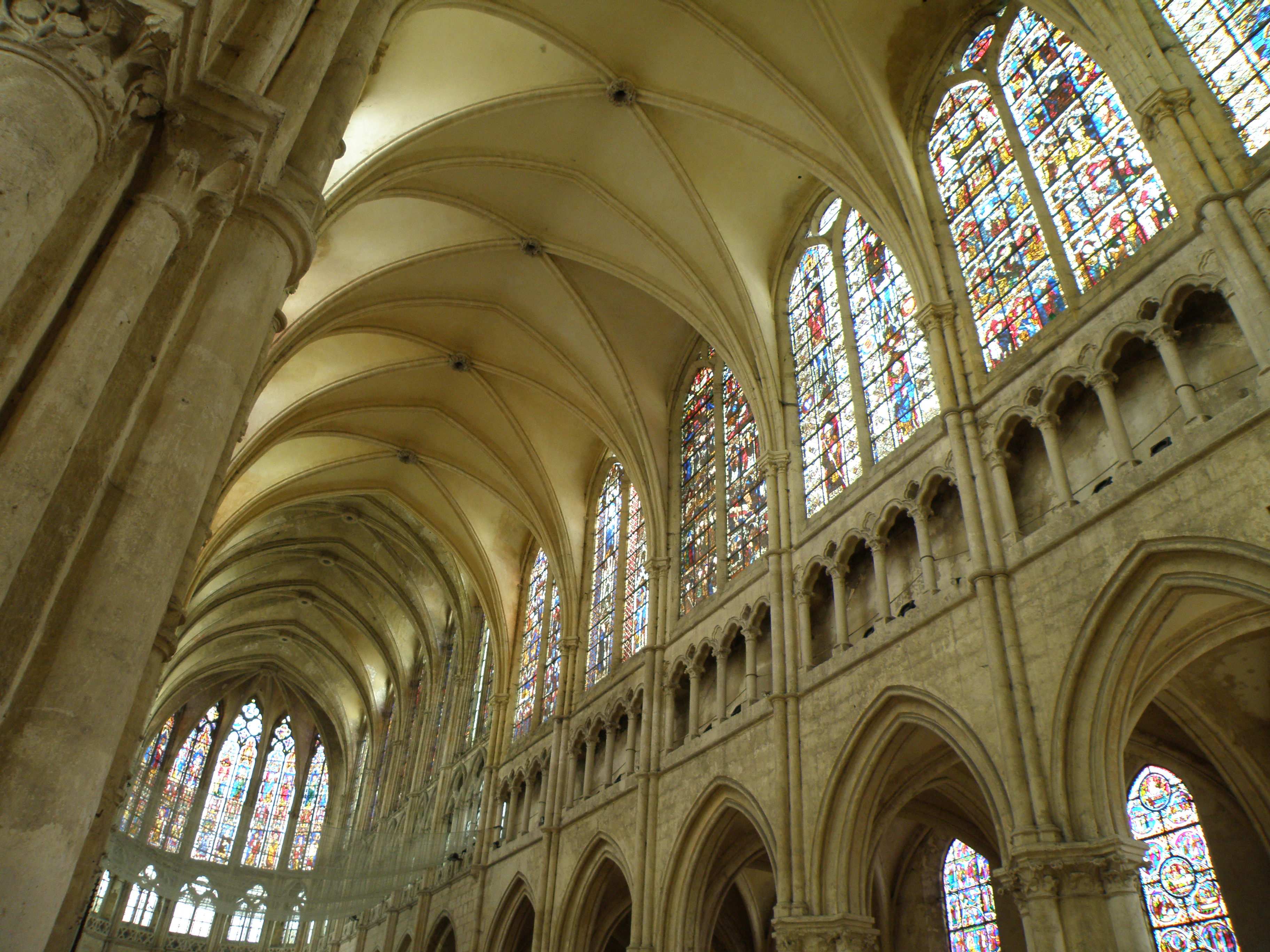
Claire-voie sud.

Les vitraux des bas-côtés de la nef sont principalement datés du XIXe siècle. La baie 26 est notamment signée par Nicolas Lorin, maître verrier chartrain, fondateur des ateliers Lorin toujours en activité. 

Vitraux des bas-côtés de la nef
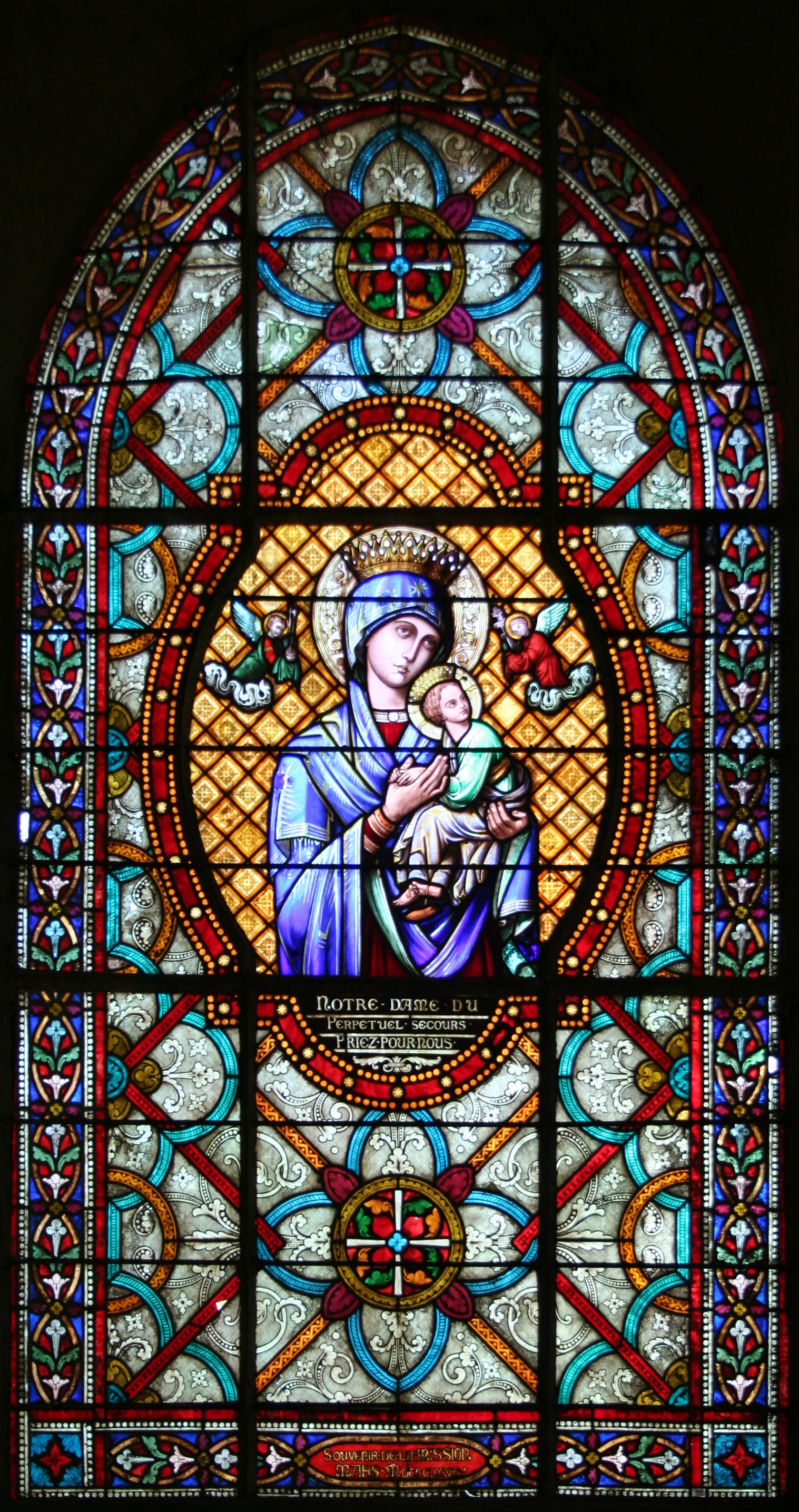
Mission de 1885 (baie 13)[c].
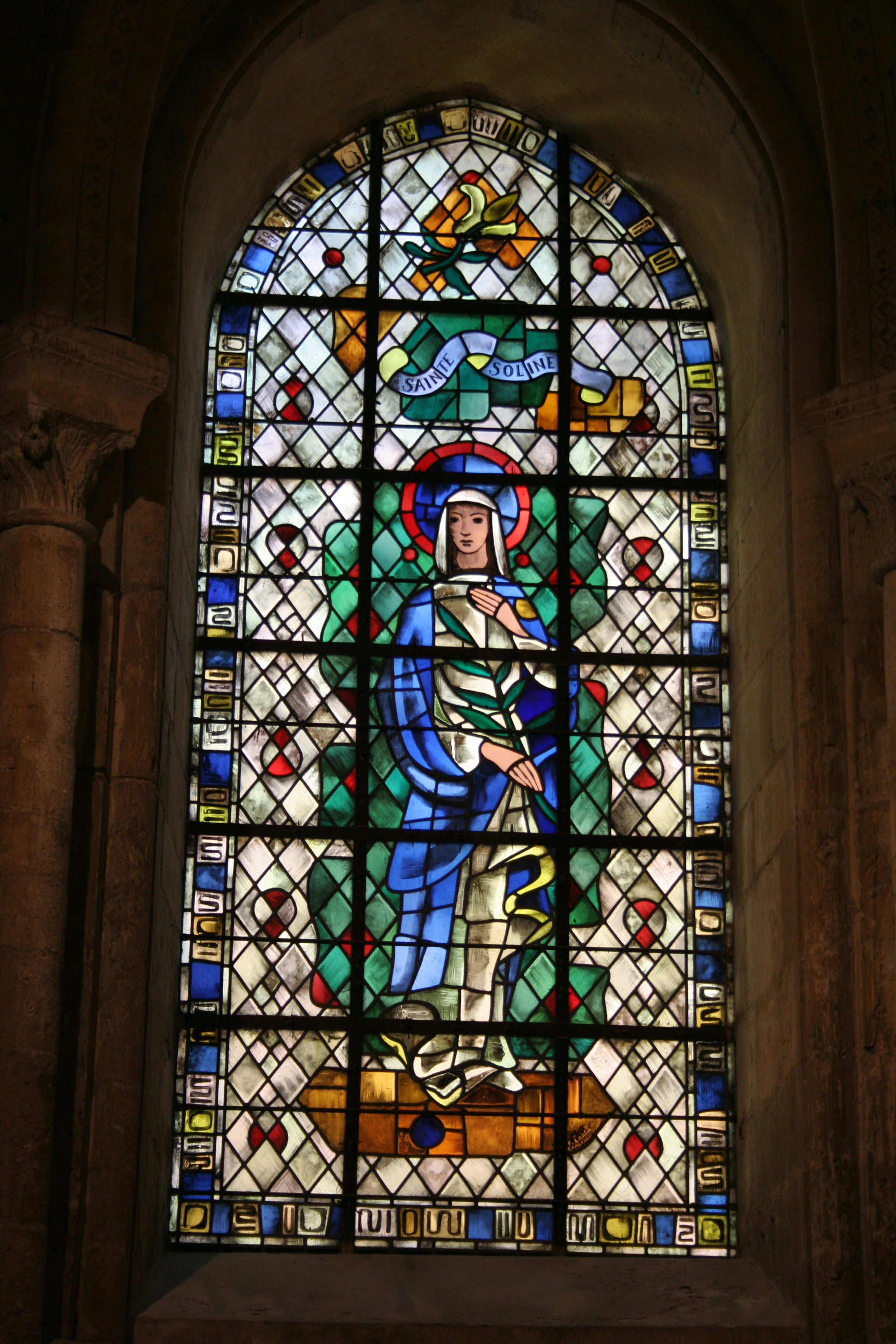
Sainte Soline (baie 20).
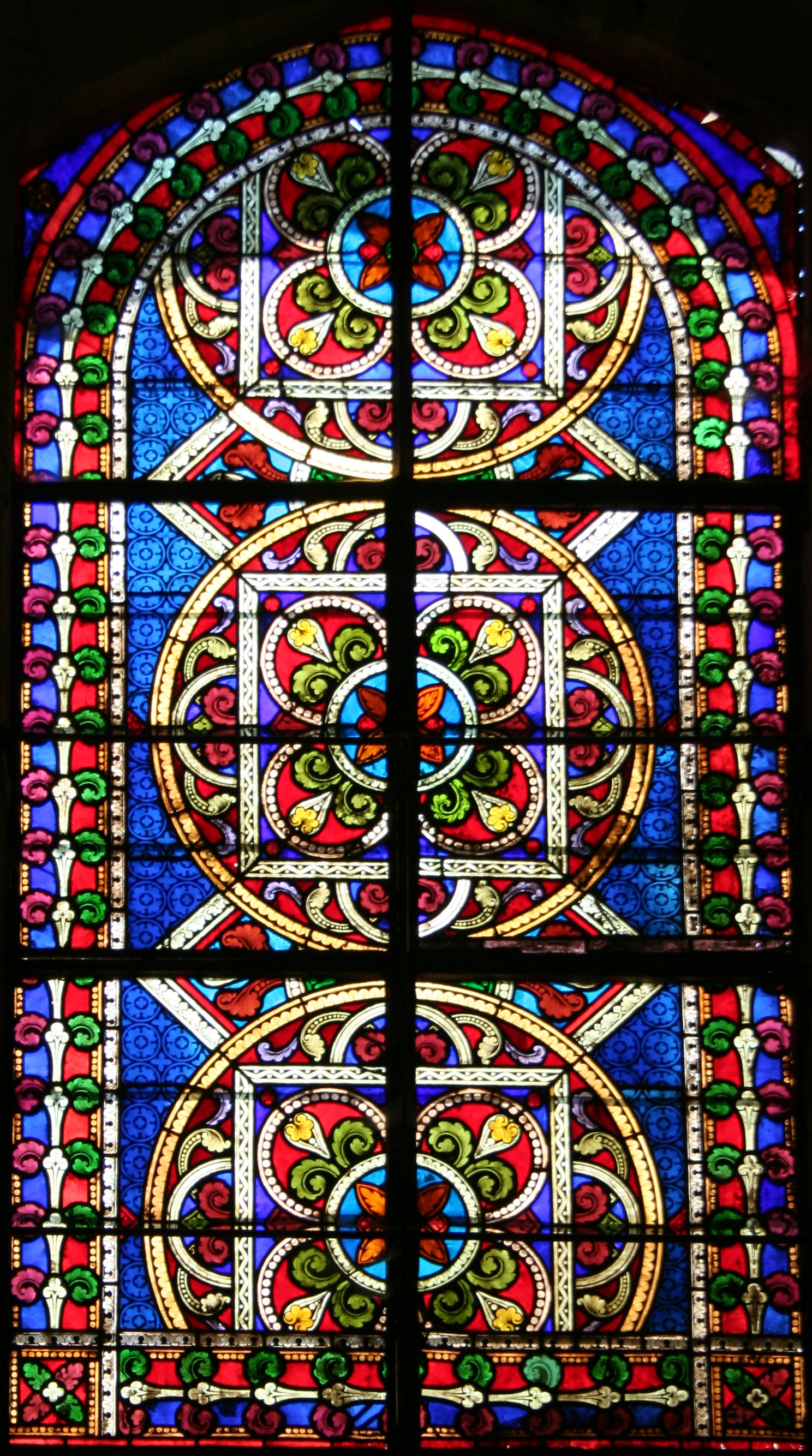
Baie no 22.
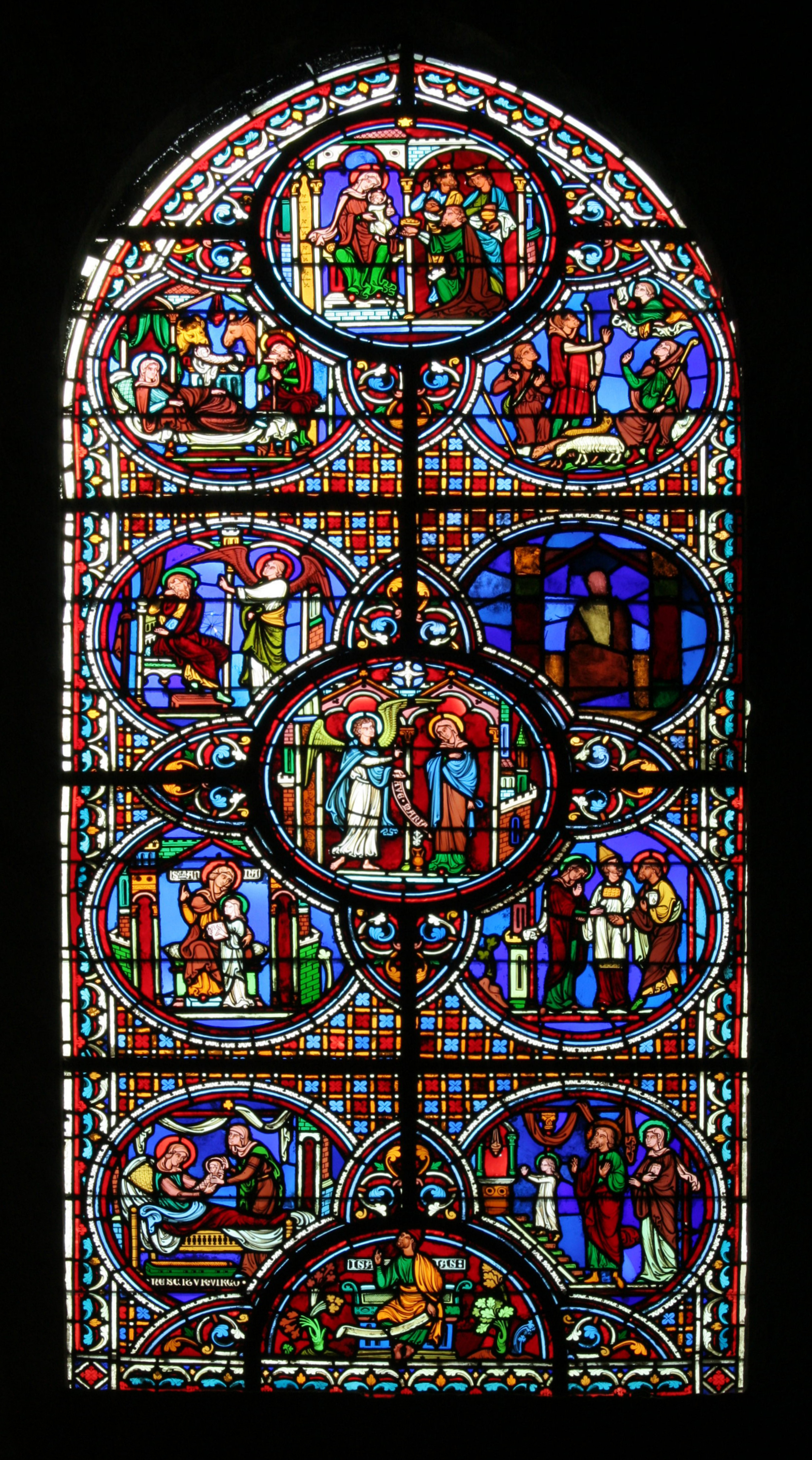
Baie no 24.
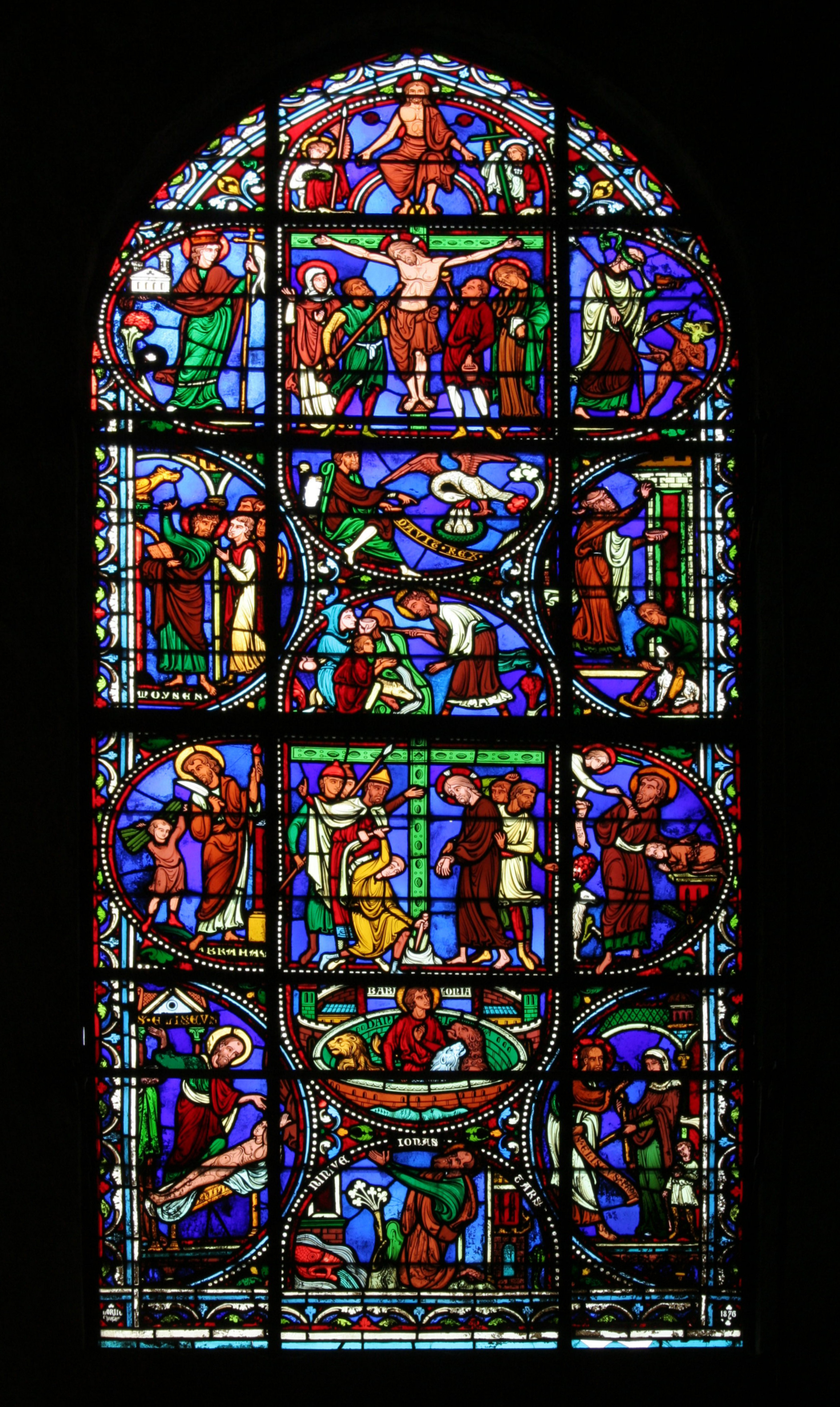
Vitrail de Lorin, 1876 (baie 26).
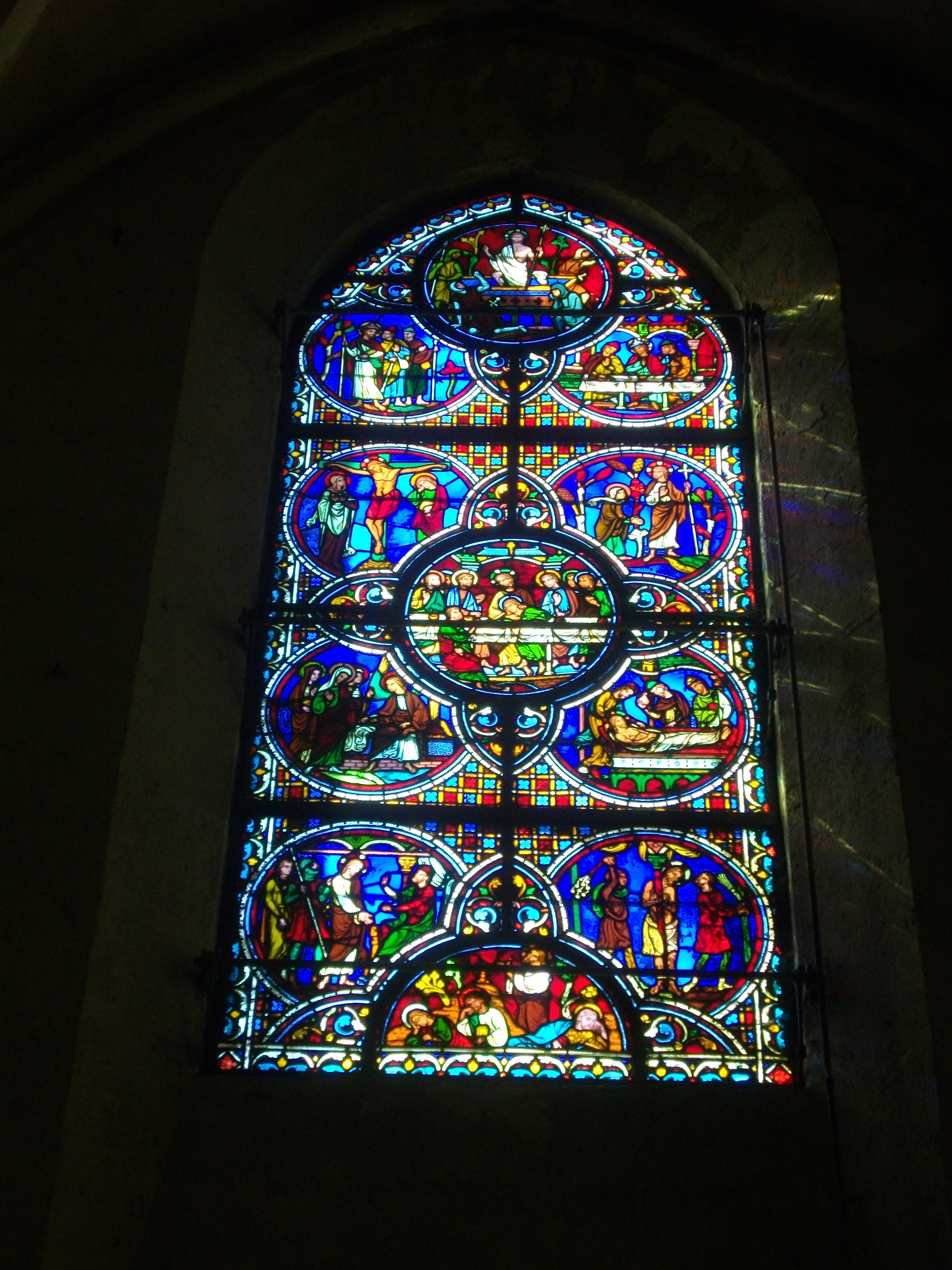
Baie 28.

### Peintures
Cinq œuvres sont protégées par les monuments historiques :
- Déploration, huile sur bois de l’École française d'après Annibale Carracci, probablement via la gravure d'Agostino Carracci (vers 1597), limite XVIe et XVIIe siècles - 1er quart XVIIe siècle ; œuvre,  Classé MH (1908), réputée disparue (?)[14] ;
- L'Adoration des Bergers, anonyme, huile sur toile de la première moitié du XVIIe siècle, située dans la chapelle Sainte-Anne,  Classé MH (2003)[15] ;
- Nativité, huile sur toile de Jean Mosnier (1600-1656), provenant du décor de l'ancien palais épiscopal de Chartres,  Inscrit MH (2003)[16] ;
- Le Baptême du Christ, anonyme du XVIIe siècle, chapelle saint-Jean (première chapelle à droite de la chapelle axiale),  Classé MH (1908)[17] ;
- Les Noces de Cana, huile sur toile de Coypel, 450 × 577 cm, XVIIe siècle restaurée en 2010, provenant du réfectoire de l'ancienne abbaye Saint-Père-en-Vallée, située contre le mur du clocher,  Classé MH (1908)[18].

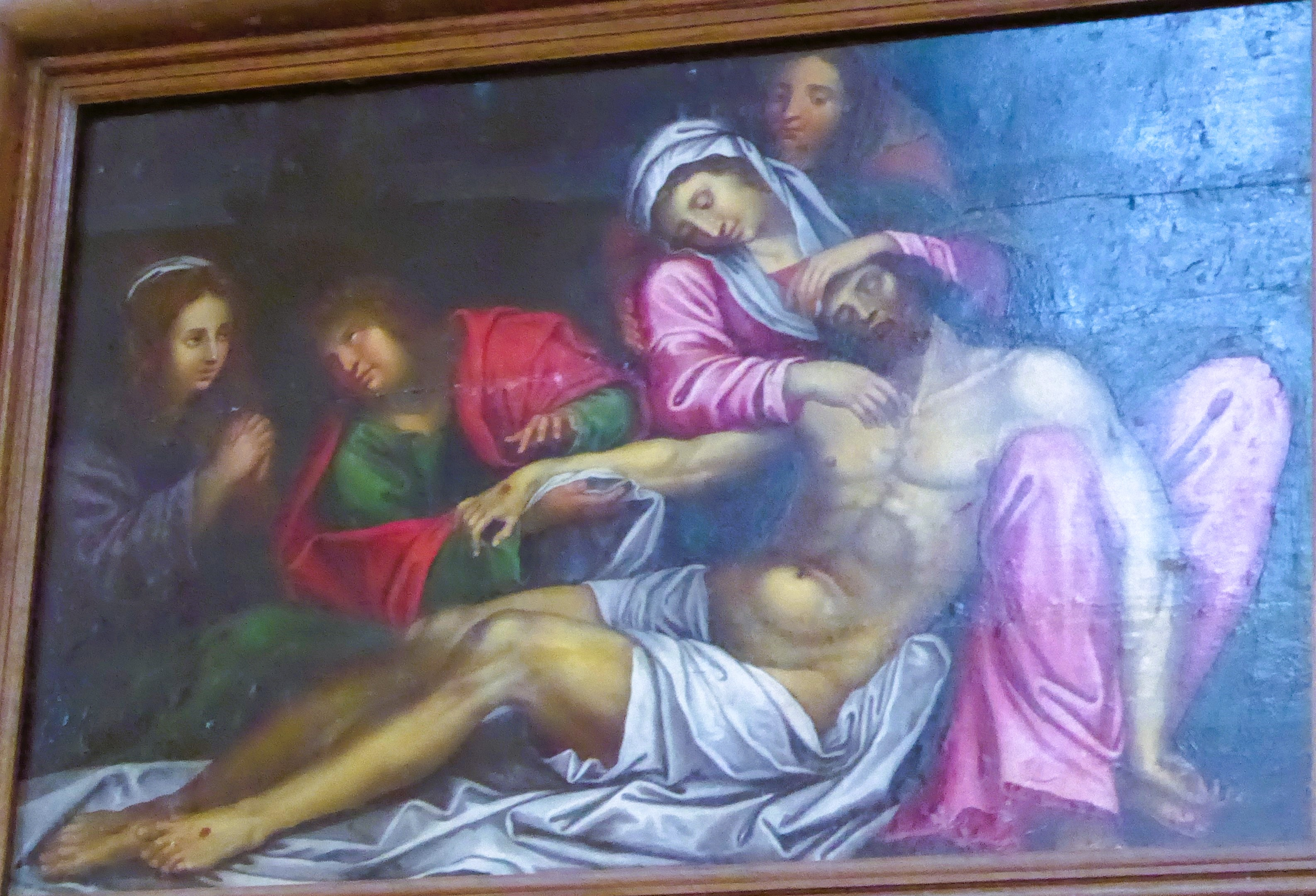
Déploration, monument historique disparu ?
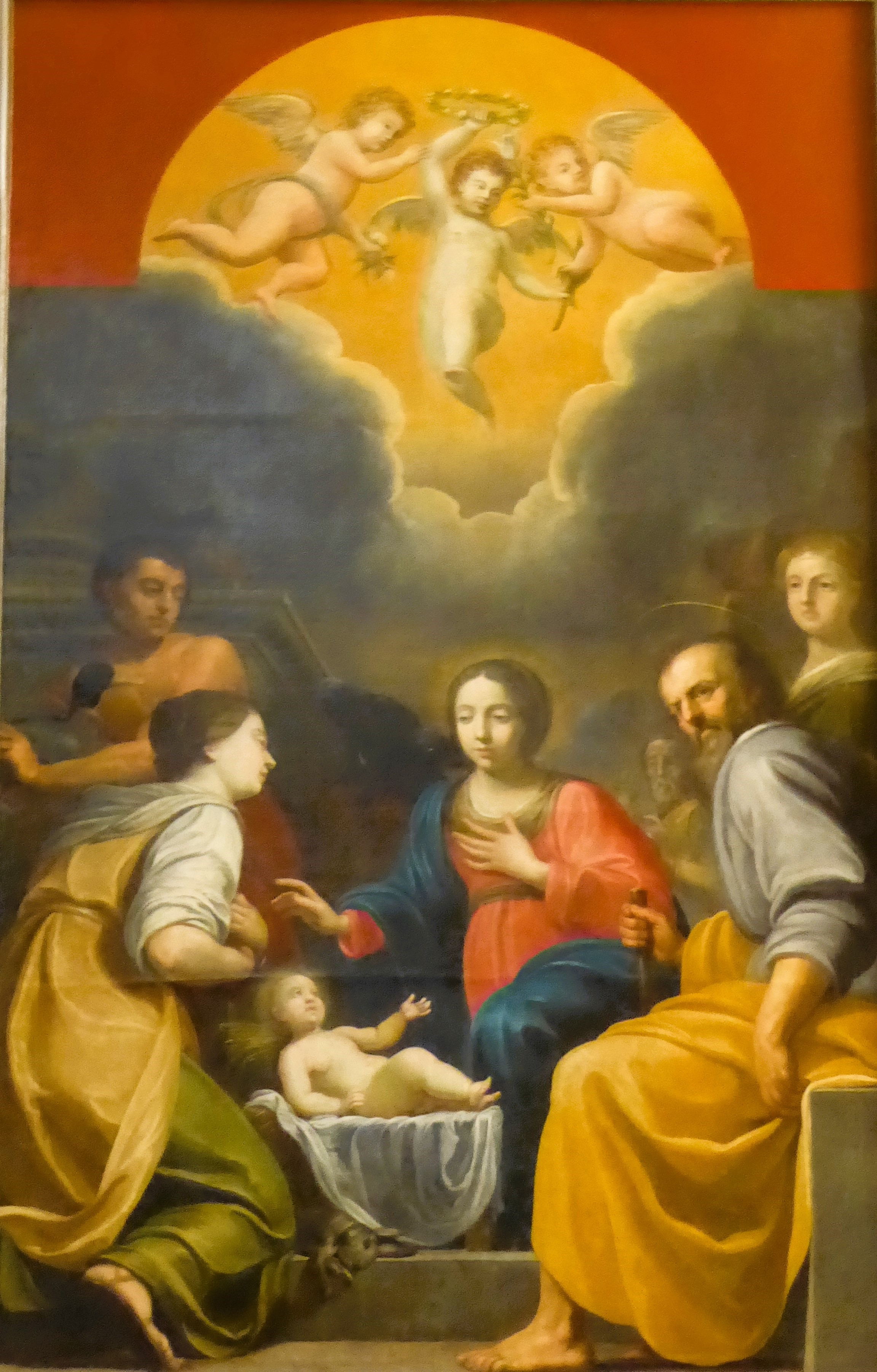
Adoration des bergers, 1re moitié du XVIIe siècle.
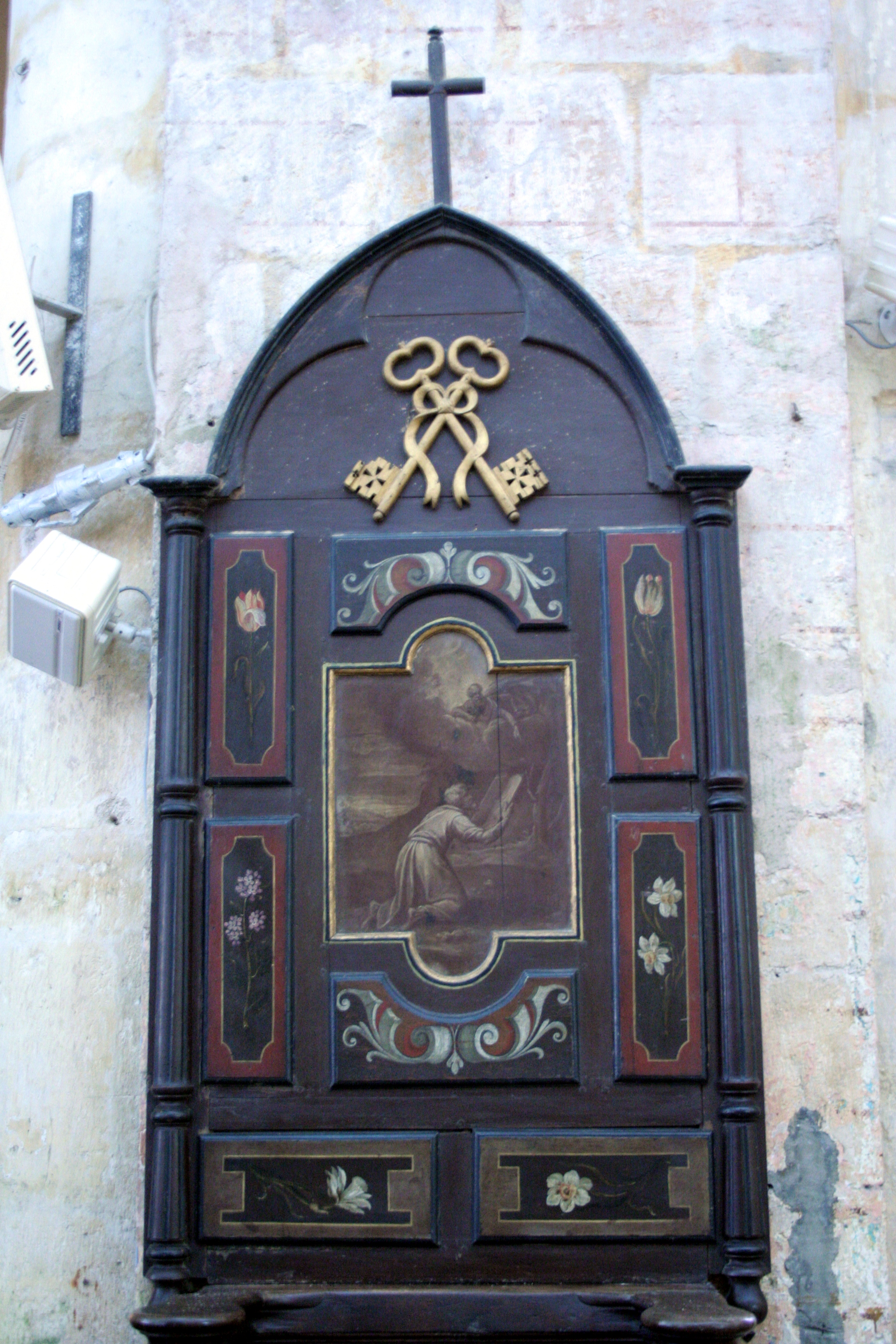
Moïse recevant les Dix Commandements.

### Sculpture et statuaire

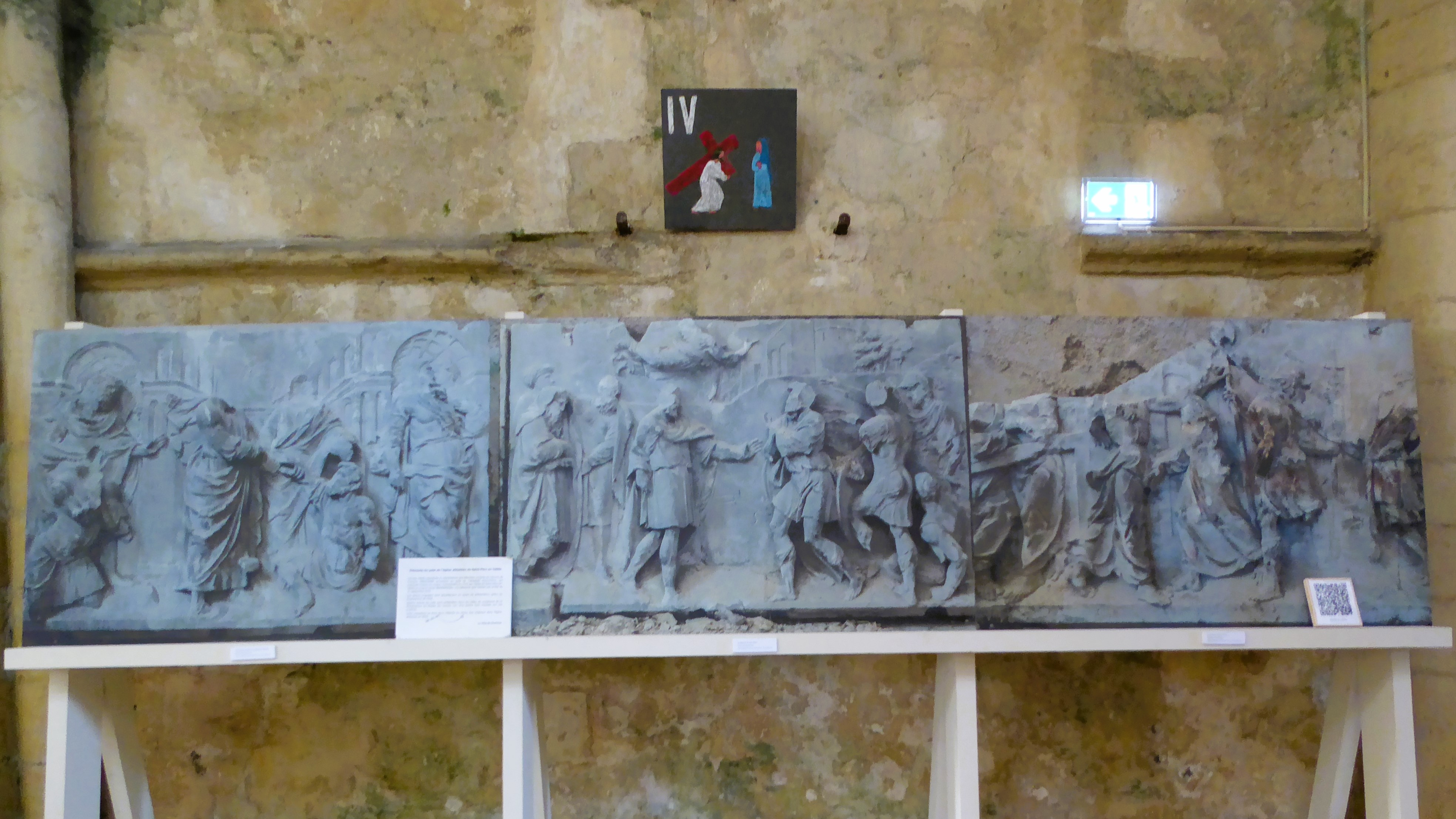
Copies des bas-reliefs du jubé de l'abbatiale Saint-Père.

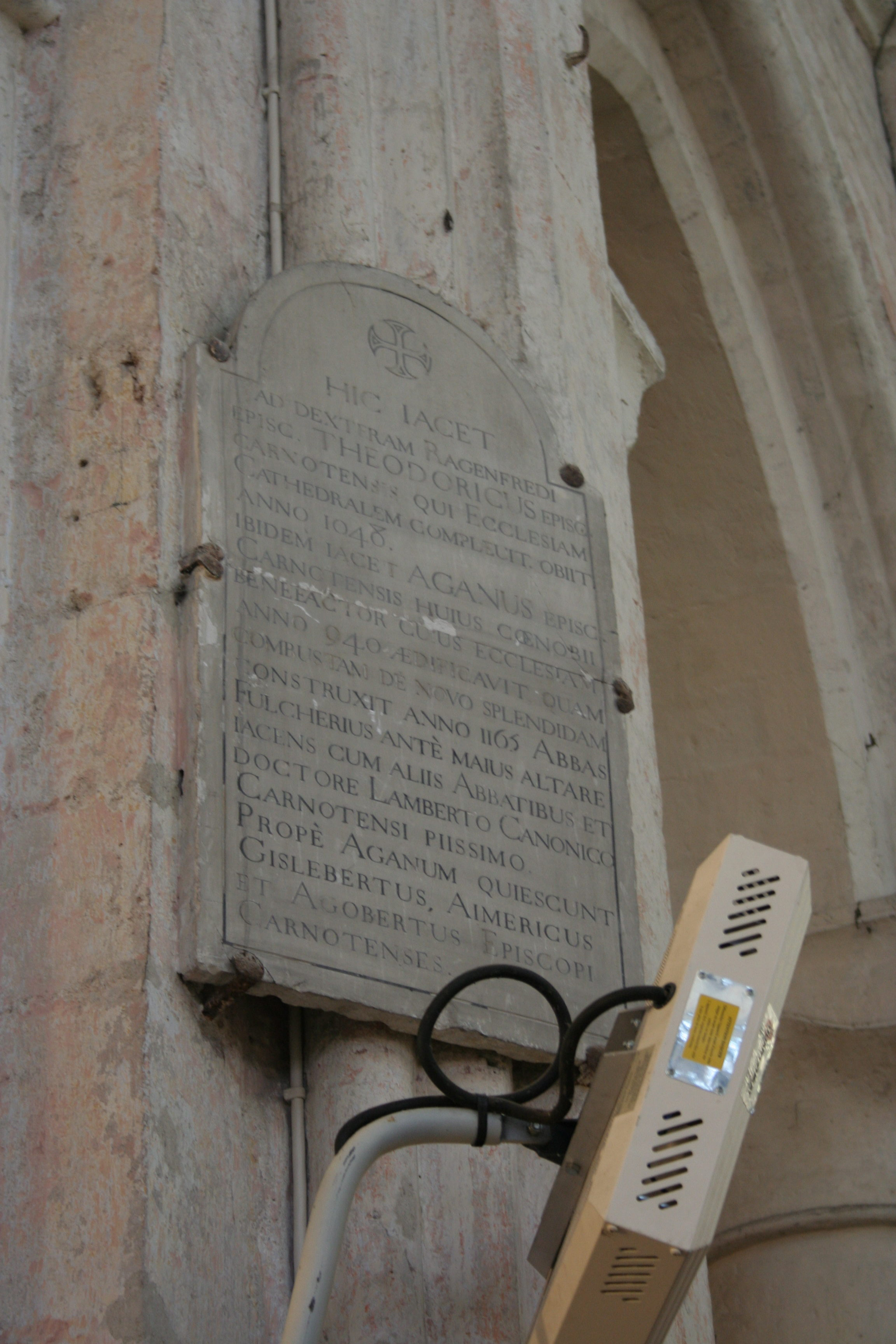
Plaque commémorative d'inhumations d'évêques (XVIIe siècle).

- Cinq éléments du jubé de l'ancienne abbaye bénédictine de Saint-Père-en-Vallée représentant des scènes de la vie de saint Pierre et saint Paul sont en cours de restauration. Des copies sont présentées dans l'attente de leur retour. Ces éléments sont l’œuvre de François Marchand en 1543,  Classé MH (1972)[19]. Quatre autres scènes sont au musée du Louvre dans les salles de sculptures de la Renaissance.
- Une plaque commémorative du XVIIe siècle en pierre gravée mentionne que l'église est un lieu d'inhumation d'évêques en 955 (Ragenfroy, évêque de Chartres), 1028 (Fulbert, également évêque de Chartres) et 1244 (Clément de Vitré, évêque de Dol),  Classé MH (1908)[20].

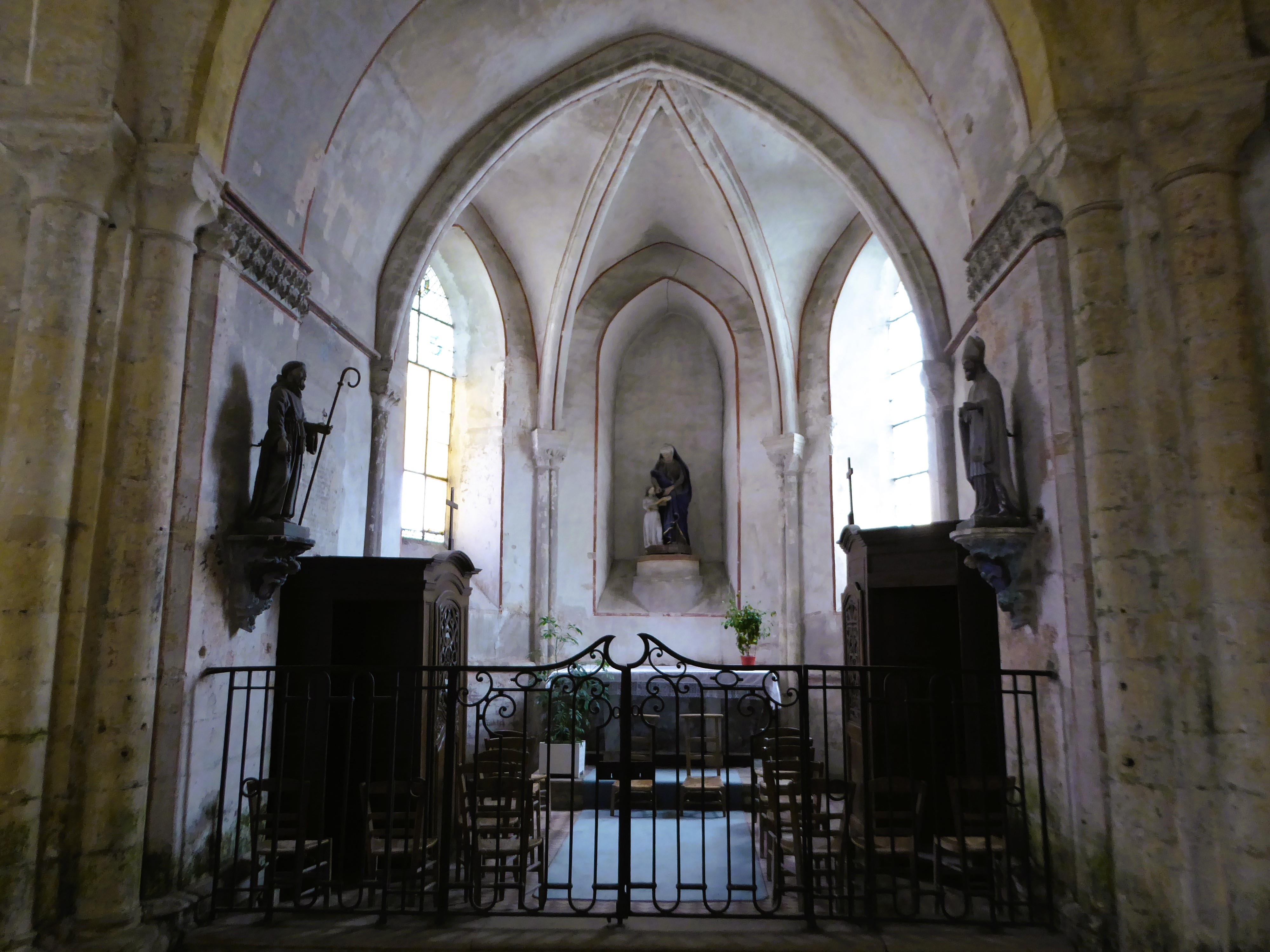
Chapelle Sainte-Anne, baies no 8 (monument historique) et no 10.
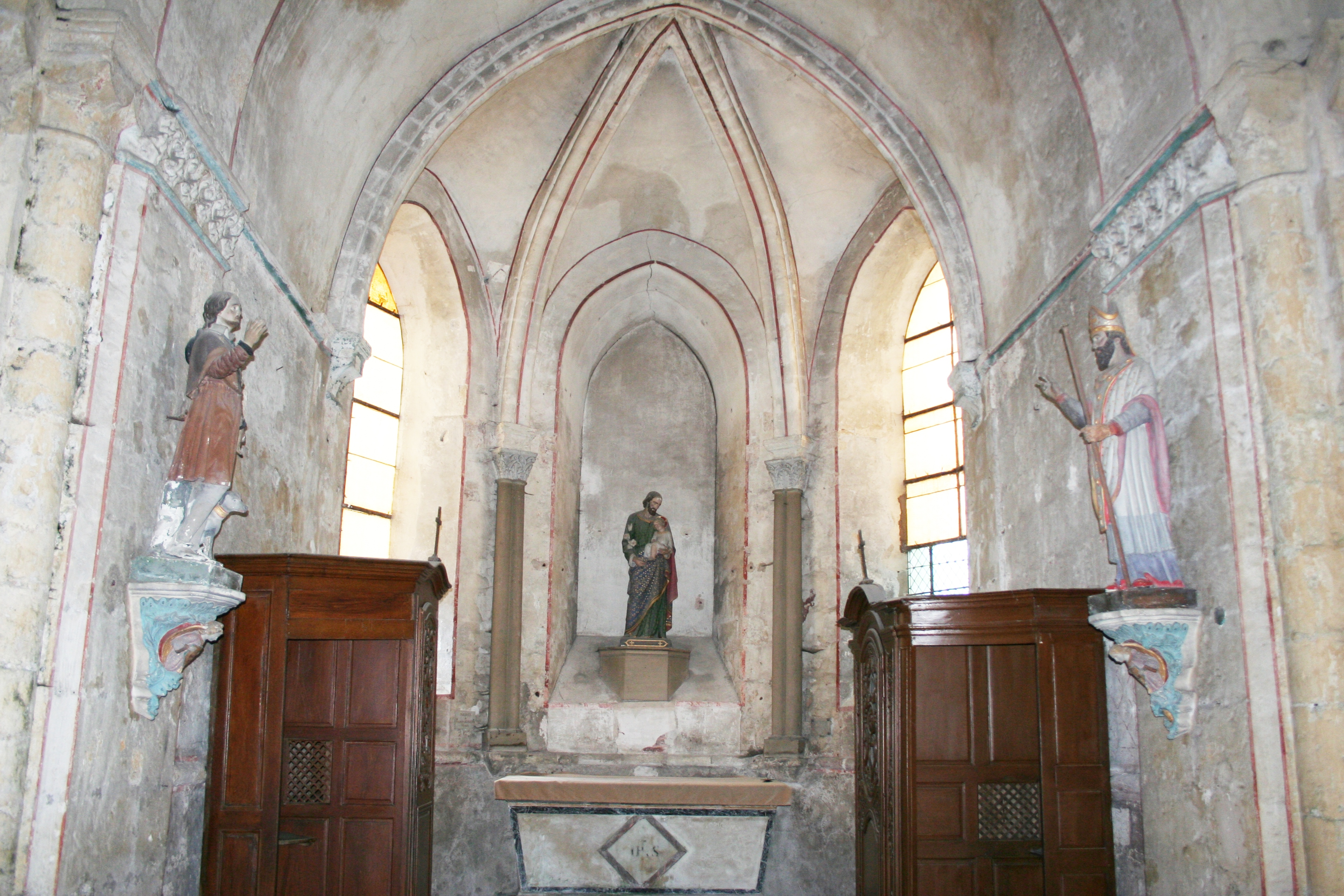
Chapelle Saint-Nicolas.
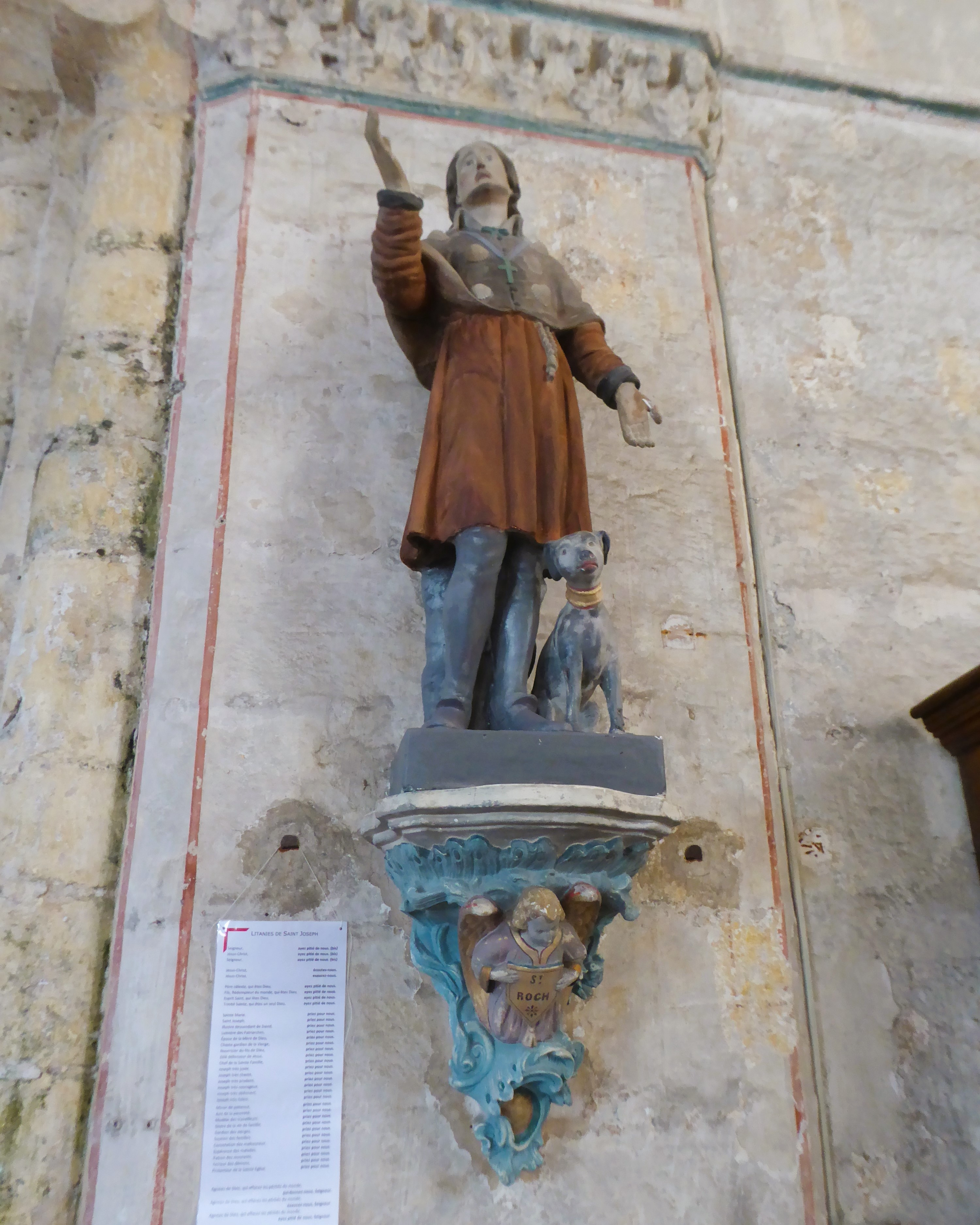
Saint Roch et son chien.
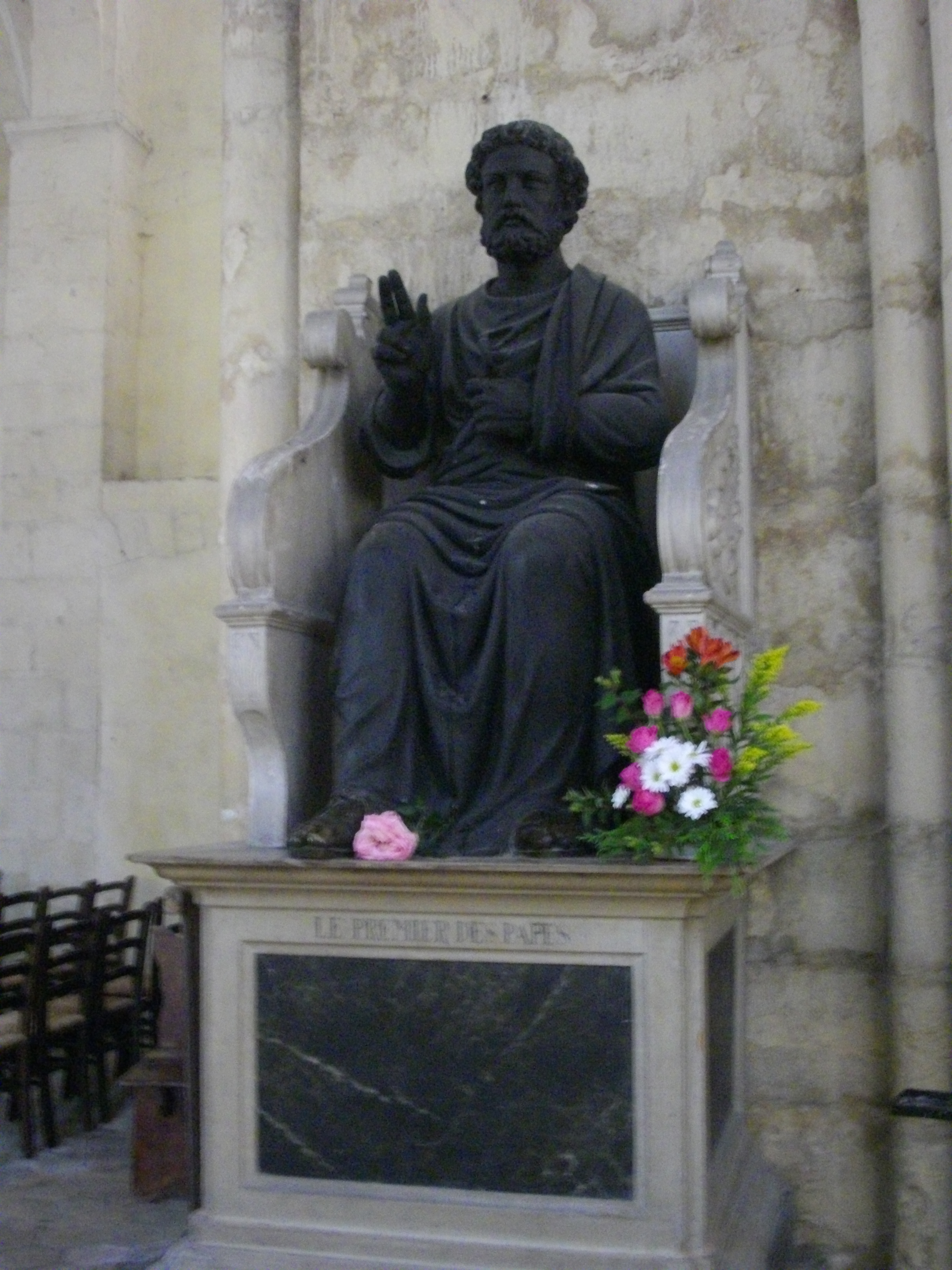
Le premier des papes, saint Pierre.
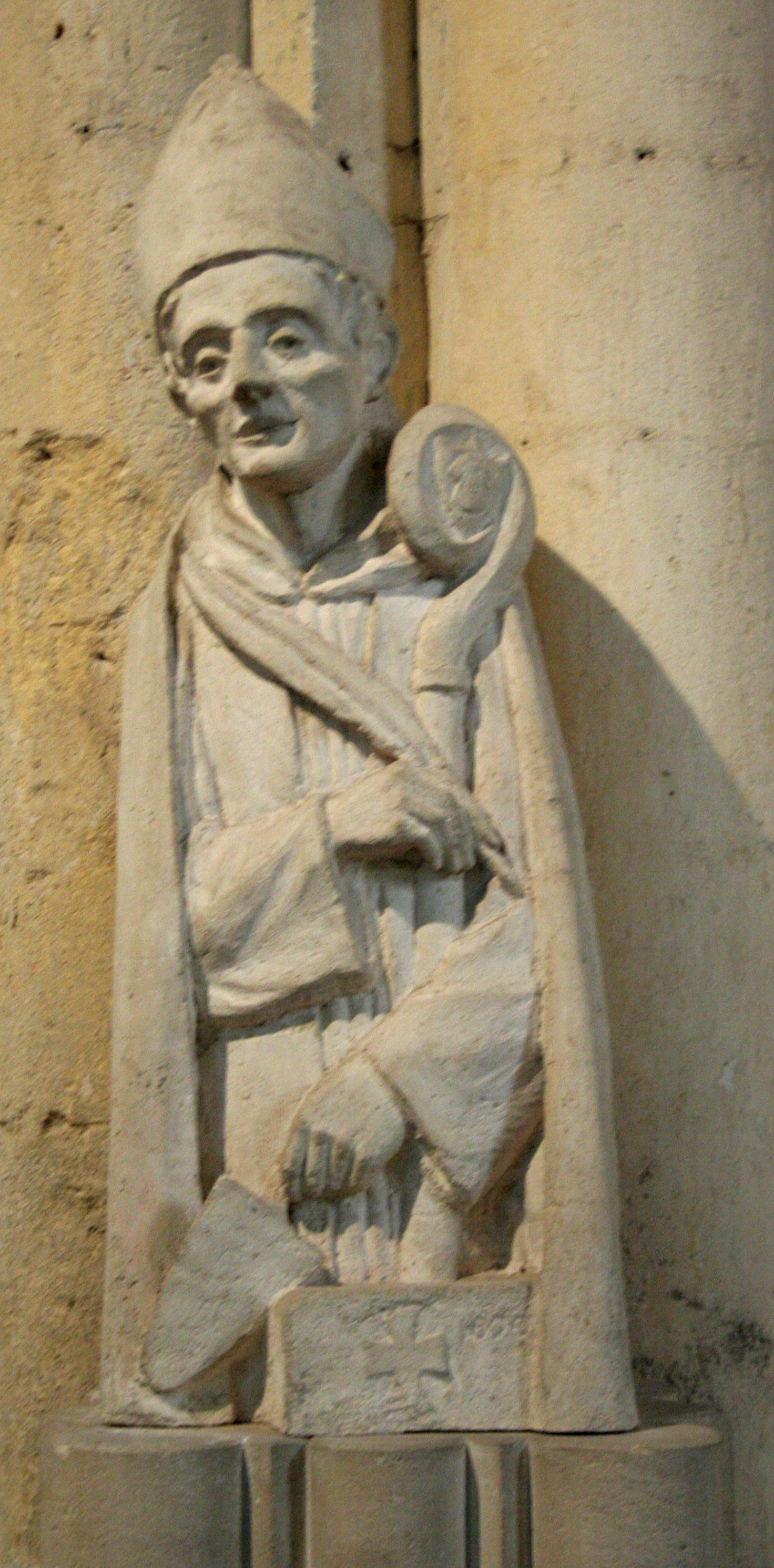
Fulbert, chapelle Sainte-Soline.
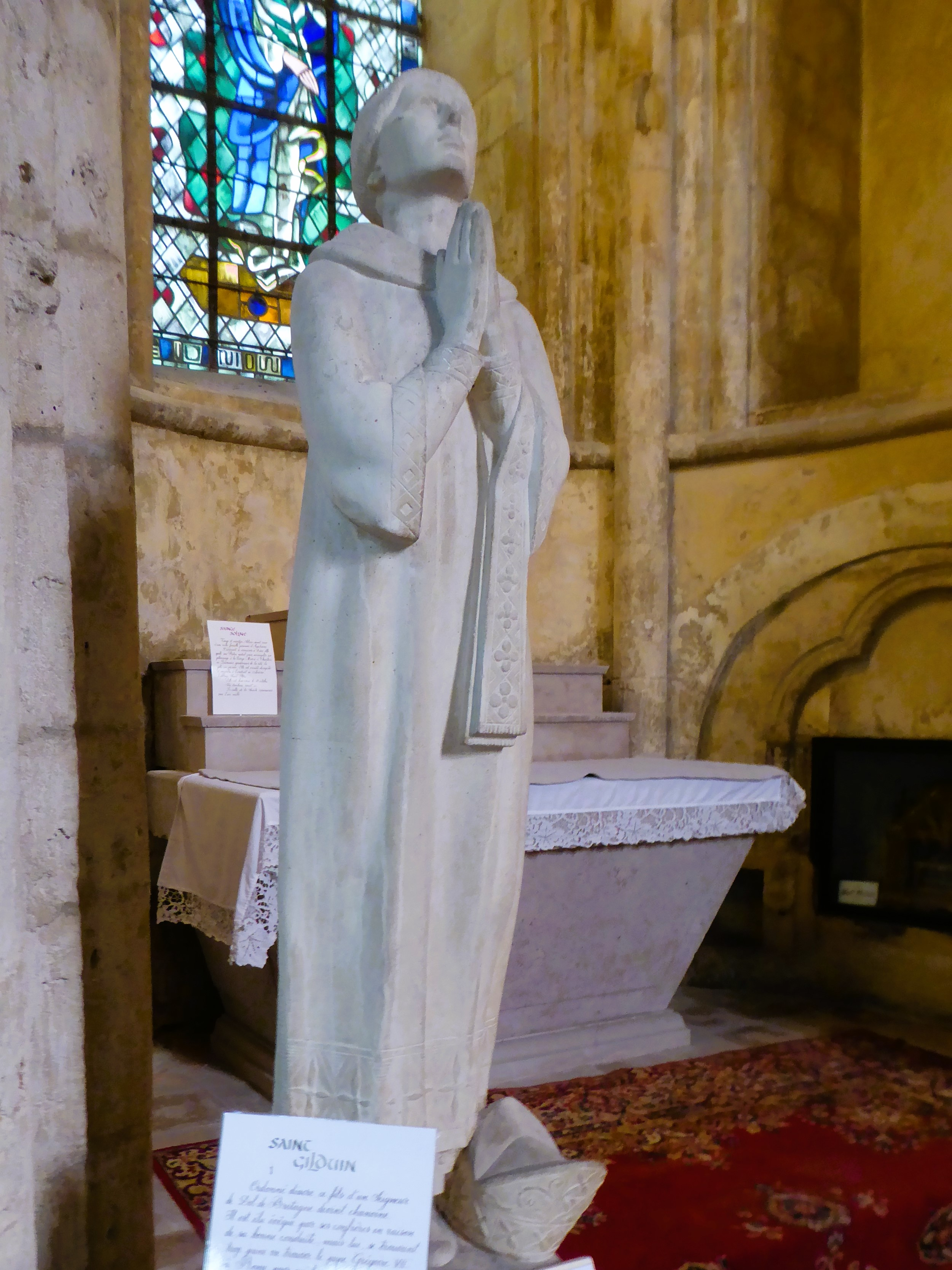
Saint Gilduin, chapelle Sainte-Soline.
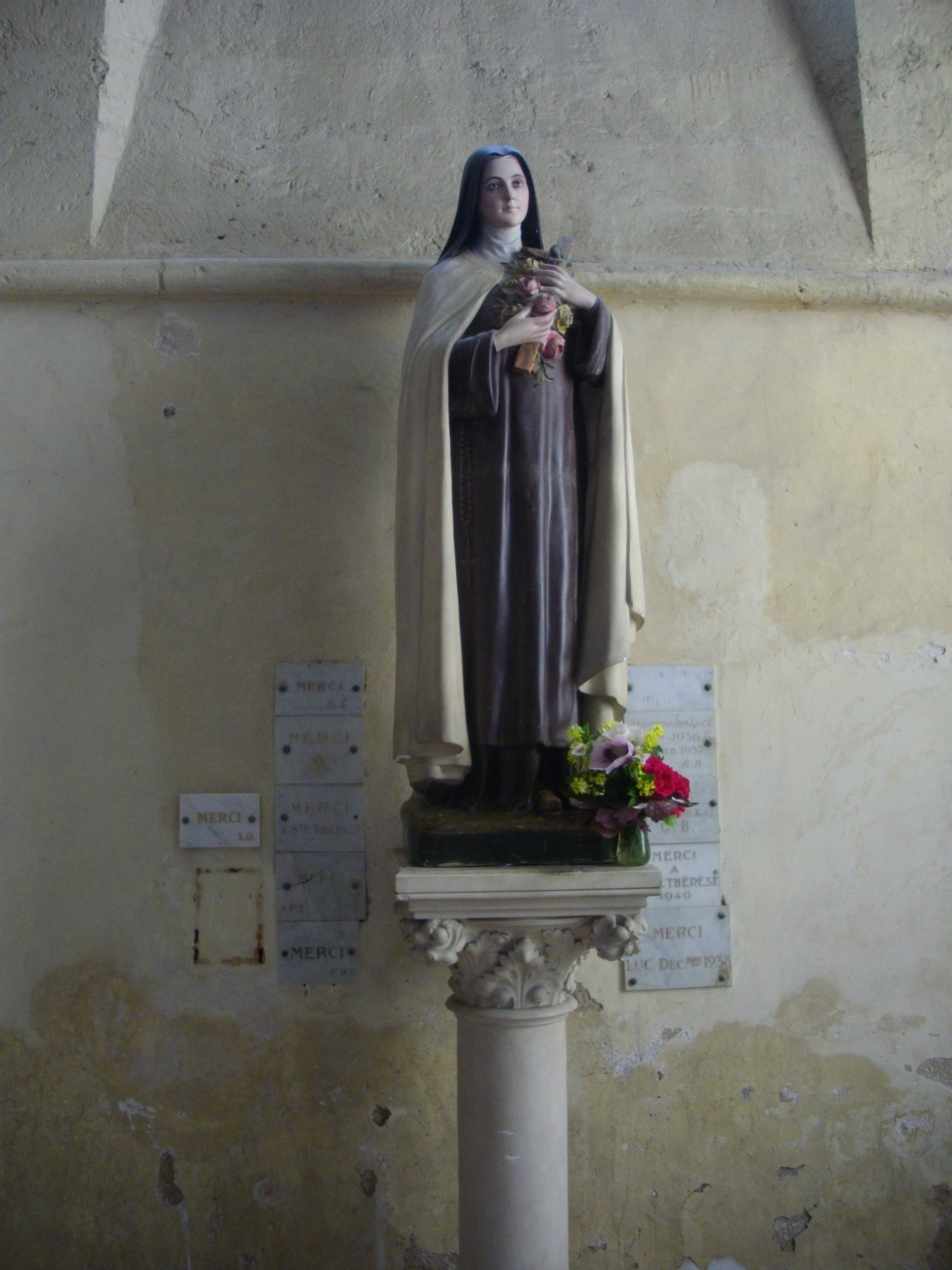
Sainte Thérèse.
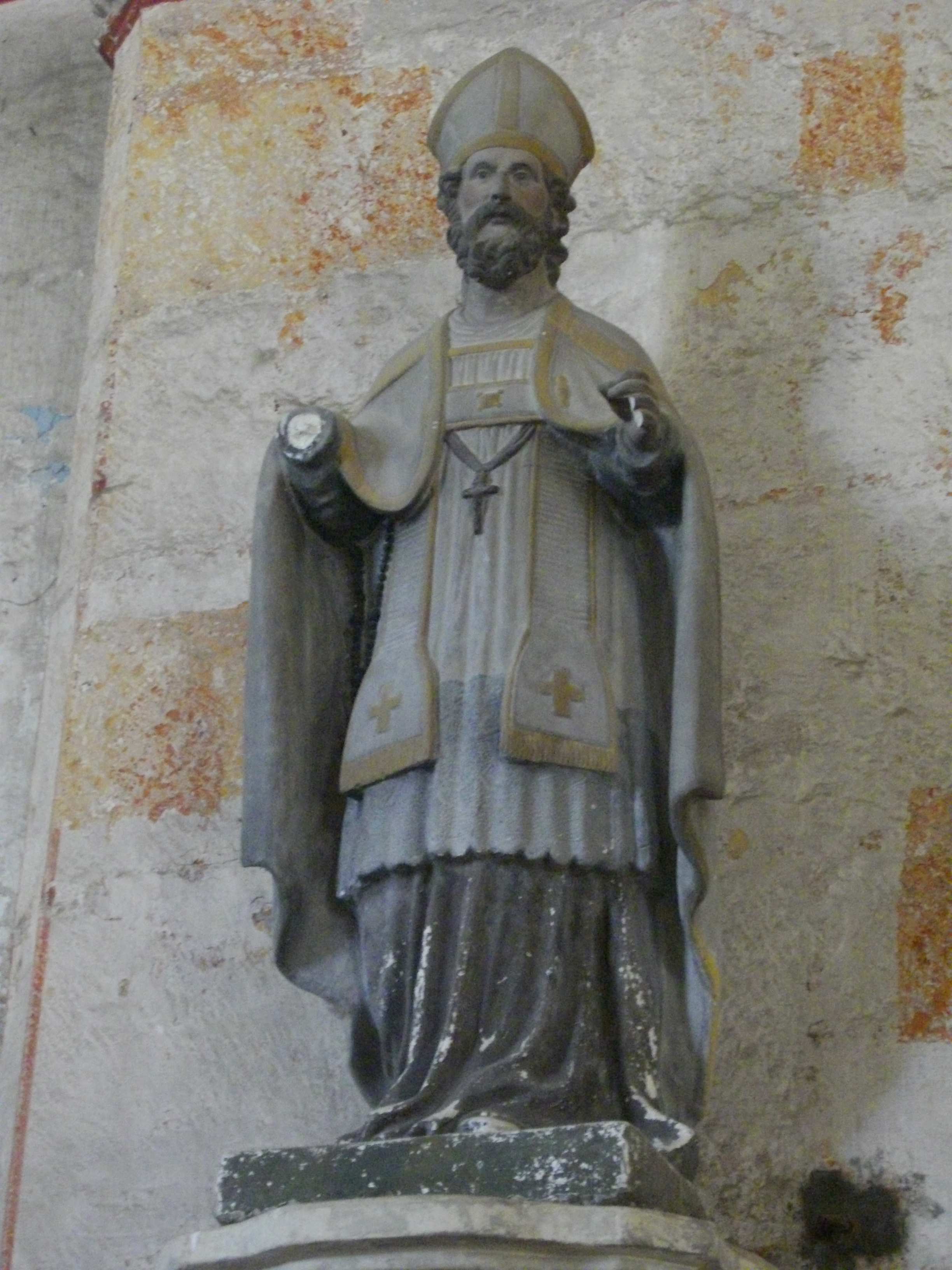
Évêque non identifié.
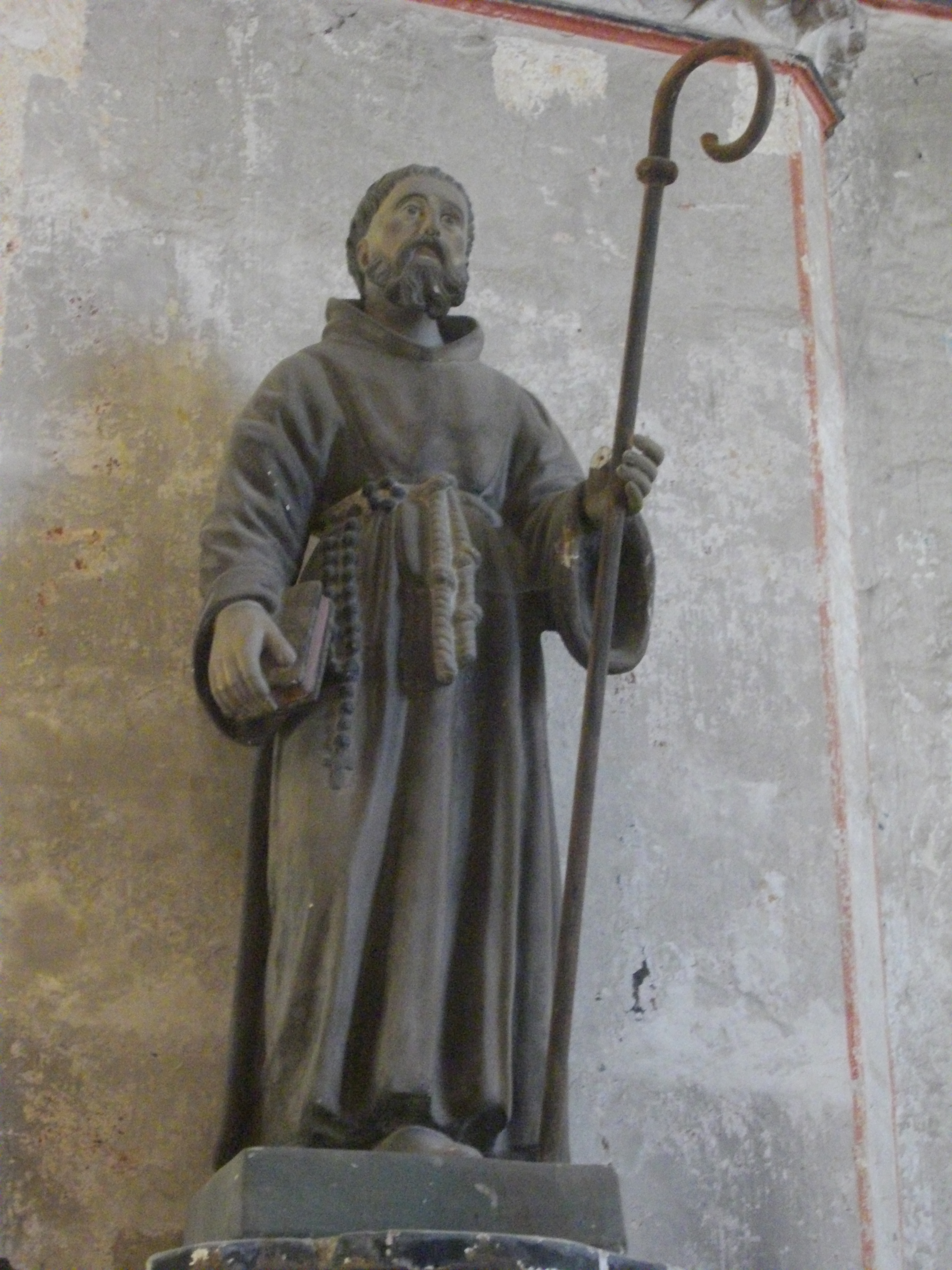
Personnage non identifié.
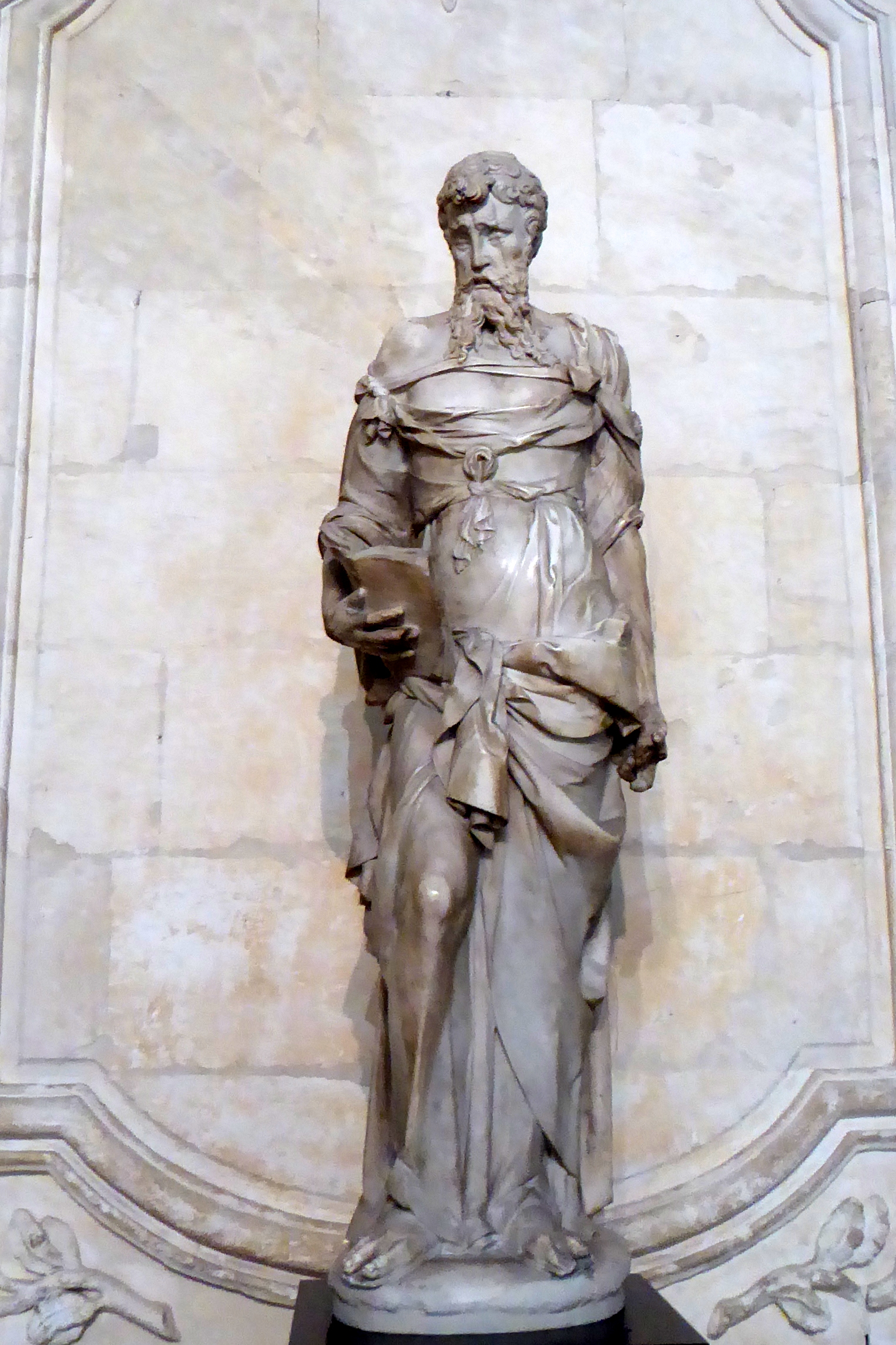
Saint Paul, musée de Chartres.
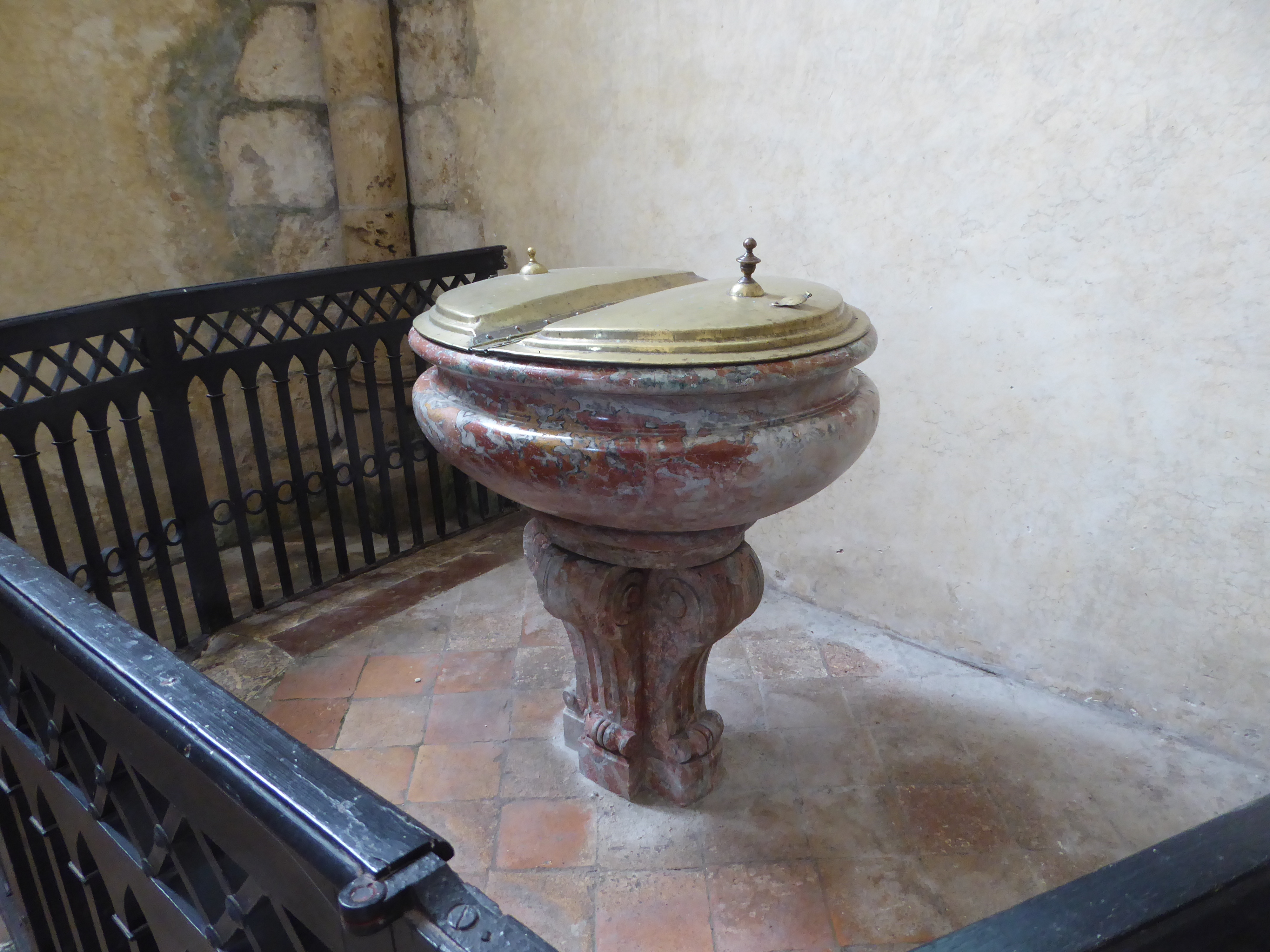
Fonts baptismaux.

## Paroisse et doyenné
L'église Saint-Pierre fait partie de la paroisse Notre-Dame, Chartres ville, rattachée au doyenné de Chartres.